# Histoire de la Thaïlande

Situation de la Thaïlande en Asie

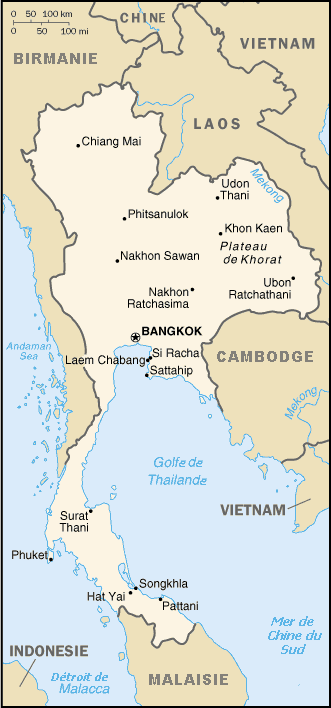
Thaïlande actuelle

L’histoire de la Thaïlande examine les événements sur le territoire actuel de l'État de Thaïlande et les régions voisines qui y sont liées, comme la Birmanie, le Laos, le Cambodge et la péninsule Malaise sur une période de plusieurs milliers d'années avant le temps présent.
Le pays actuel, de 514 000 km2, a en 2023 une population de 66 052 615 habitants, Thaïlandaise et Thaïlandais, principalement Thaï.
La diaspora thaï (en) (revendiquée) dépasse le million de personnes.
La population du pays était, en millions, de 20 vers 1950, de 40 vers 1973, de 50 vers 1983 et de 60 vers 1996.
Appelée autrefois le Siam (thaï : สยาม, Sayam), la Thaïlande n'a adopté son nom actuel, « pays des Thaï », qu'en 1939.
Avant l'arrivée des peuples thaï depuis le sud de la Chine, il a existé dans la région plusieurs royaumes indianisés successifs ou concurrents dirigés par des môns, des khmers ou des malais.
Les thaï établirent leurs propres royaumes au XIIIe siècle, d'abord Sukhothaï et le Lanna, puis le royaume d'Ayutthaya. Ces États se combattirent entre eux et furent constamment menacés ou envahis par l'Empire khmer, les birmans et le Viêt Nam. Progressivement plus puissant, le Siam émerge au milieu du XVIIIe siècle, et plusieurs régions suzeraines (Cambodge, Laos) lui sont disputées ; le royaume souffre des empiétements de l'Europe coloniale au XIXe siècle et au début du XXe siècle. Les Thaï se targuent d'être le seul peuple d'Asie du Sud-Est à n'avoir jamais été colonisé, mais certains historiens évoquent un protectorat de fait, avec l'établissement de divers traités à partir de 1853 signés avec les puissances européennes (Allemagne, Danemark, France, Empire britannique). Entre 1863 et 1909, le Siam perd près de 50 % de son territoire.
Depuis la fin de la monarchie absolue en 1932, le Siam, devenu la Prathet Thai (ประเทศไทย, « patrie/terre des Thaï ») en 1939, vit sous un régime contrôlé par le pouvoir militaire, en dépit d'un système parlementaire. Ce système est régulièrement affaibli, car les militaires jouent un rôle prépondérant dans la vie politique actuelle du pays.

## Préhistoire
Il y a trois périodes préhistoriques définies par la nature des outils fabriqués par les hommes : l'âge de pierre, il y a 500 000 à 4 000 ans ; l'âge du bronze, il a y 4 000 à 2 500 ans ; et l'âge du fer, il y a de 2 500 à 1 500 ans. 

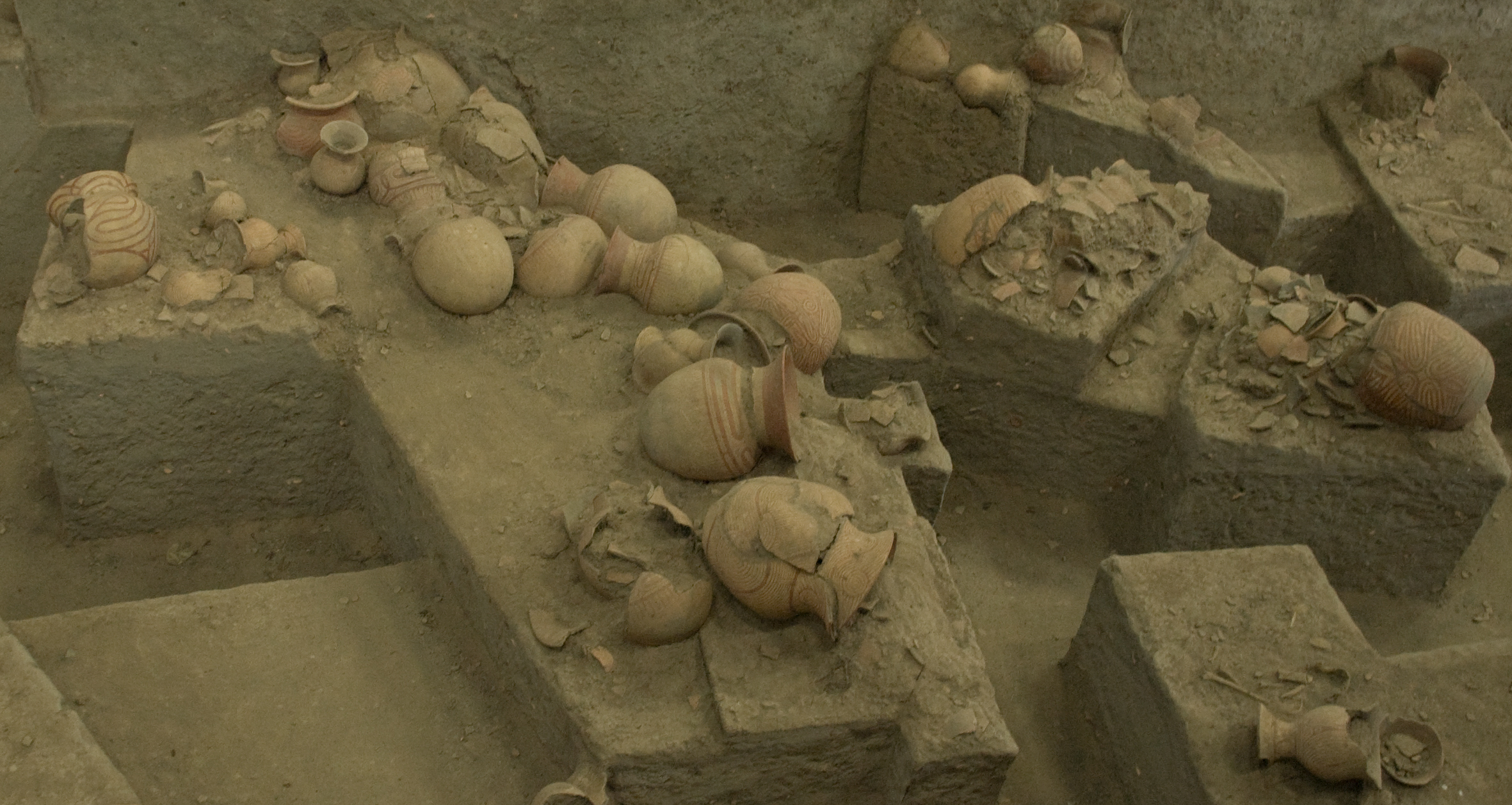
Musée de site de Ban Chiang.

Les plus anciens vestiges d'humains sont des galets aménagés découverts dans la province de Lampang. Ils remontent à plus de 700 000 ans et sont attribuables à Homo erectus. On a trouvé de plus dans cette même province, dans le district de Ko Kha, un fragment de crâne d'Homo erectus (un os frontal) en 1999.
Les traces de présence Homo sapiens les plus anciennes de Thaïlande se trouve dans la province de Krabi : on y a découvert des restes humains, des outils, des bijoux et des peintures rupestres d'Homo sapiens (25 000 - 30 000 ans avant notre ère). Le plus vieux squelette d'un Homo sapiens, celui d'une femme, datant d'environ 25 000 ans, a été trouvé dans la grotte de Moh Khieo située dans le district de Muang Krabi. Deux autres squelettes de femme Homo sapiens, vieux de 13 640 à 12 100 ans, ainsi que des os et des crocs d'animaux, des graines et des outils de pierre, ont été trouvés dans la province de Mae Hong Son.
Il y a en Thaïlande plus d'une centaine de sites archéologiques présentant des peintures et gravures rupestres, dans 9 provinces différentes et en particulier dans le Nord-Est, en Isan.
En Thaïlande, le néolithique avec l'agriculture et la culture du riz ainsi que l'élevage de buffles, cochons et poulets commence il y a environ 4 000 ans.
Sur le site archéologique de Ban Chiang, dans le nord-est du pays, près d'Udon Thani, ont été découverts en 1967 des vestiges d'une culture inconnue datant de l'âge de bronze (4000 à 2500 ans av. J.-C.). Les habitants de ce site avaient développé des outils de bronze et commencé la culture du riz en rizière ce qui indique le début d’une société organisée. Des sépultures et un grand nombre de poteries peintes et objets en bronze plus tardifs ont été mis au jour. Le site a été classé Patrimoine mondial de l'UNESCO en 1992.
- Préhistoire de la Thaïlande (en)
- Grotte de Ban Fa Suai

## Avant l'arrivée des Thaï

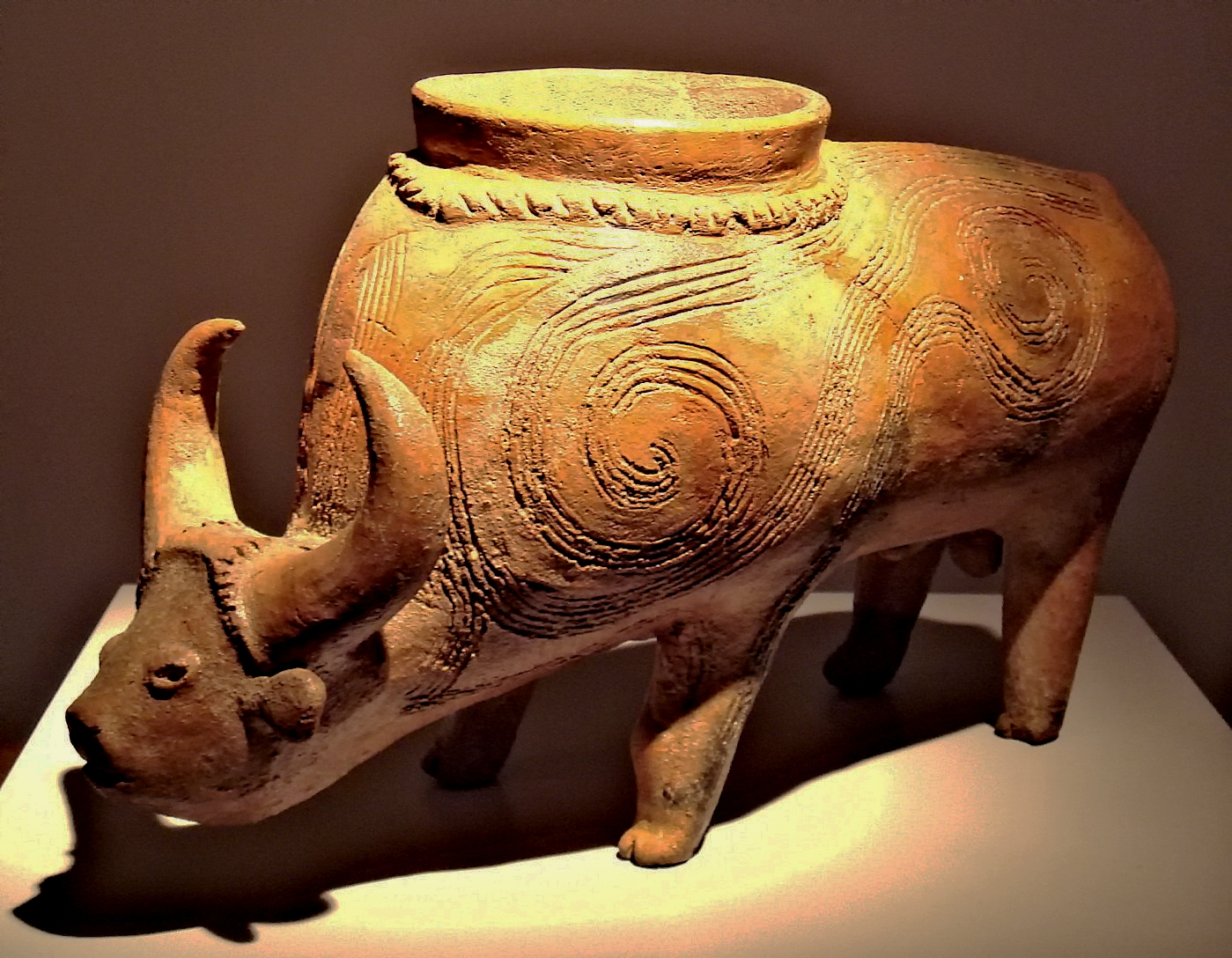
Buffle domestique, province de Lopburi, 2300 AEC

La protohistoire de la Thaïlande s'inscrit dans la protohistoire de l'Asie du Sud-Est :
- Nusantao (Nusantao Maritime Trading and Communication Network, réseau de commerce et de communications maritime des Nusantao)
- Histoire du commerce dans l'océan Indien
- Indianisation de l'Asie du Sud-Est (dès 500 AEC / 2500 BP)
- Mandala (modèle politique) (en)
- Histoire du commerce des épices
- Arts du combat de l'Insulinde
- Relations entre l'Empire romain et la Chine, échanges commerciaux entre la Rome antique et l'Inde
- Histoire de l'influence indienne en Asie du Sud-Est (dès 500 AEC)
- Indianisation de la péninsule Indochinoise
- Indosphère
- Sanskritisation (en)
- Liste de royaumes, empires et dynasties hindous (en Inde et hors d'Inde) (en)
- Route de la soie maritime (en) (150c-1450c)
- Chersonèse d'Or (Insulinde), Chryse et Argyre
- Bouddhisme en Asie du Sud-Est (en)

### Fou-nan et Chen-la

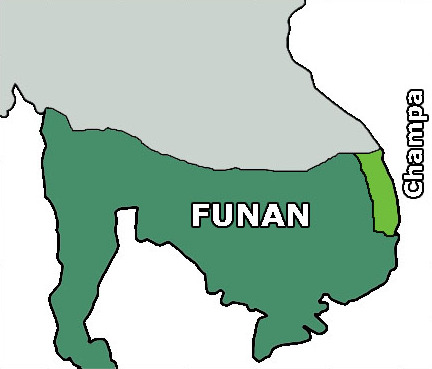
Carte du Fou-nan et du Champa vers le III.

Au IIIe siècle, une puissance maritime connue seulement par le nom que lui donnent les textes chinois, le Fou-nan, dont le centre économique était situé dans l'actuelle région d'Óc Eo dans le sud de la péninsule indochinoise, s'étend sur le sud du Viêt Nam, la basse vallée du fleuve Chao Phraya et le nord de la péninsule Malaise. 
La description qu'en donne le compte-rendu d'une mission chinoise venue entre 245 et 250, qui les décrits comme « tous laids et noirs avec des cheveux frisés, allant nus et nu-pied », on pense que les habitants du Fou-nan étaient ethniquement khmers.
À la fin du Ve siècle apparaît, dans le sud de l'actuel Laos, une nouvelle puissance, agraire celle-ci, et également connue seulement par son nom chinois : le Chenla (Chen-la). Ce royaume s'étend bientôt sur le nord du Cambodge actuel et le nord-est de l'actuelle Thaïlande, et finit par annexer le Fou-nan. On considère que le Chen-la est l'un des premiers empires khmers.
Cette vaste région (équivalent de la péninsule indochinoise moins le Đại Việt) était connue par les étrangers comme le Sovannaphum ou le Sovarnabhumi.

### Les Môns

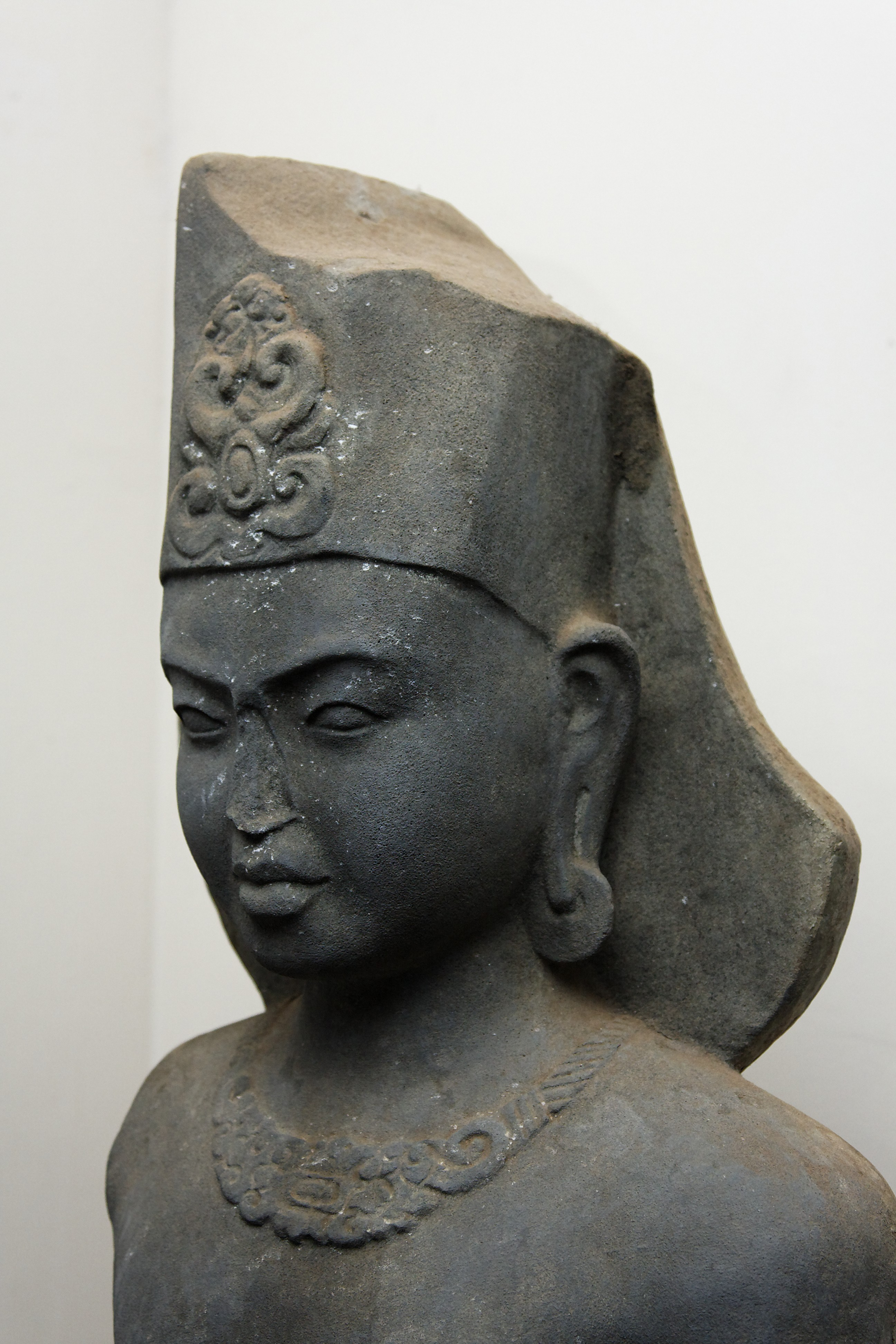
Statue de Surya, style de Dvaravati, Province de Phetchabun.

Entre les VIe et IXe siècles, la civilisation que l'on appelle Dvâravatî s'épanouit dans le centre de la Thaïlande (voir indianisation de la péninsule Indochinoise). Cette civilisation appartient à un peuple, les Môns, vivant de la Basse-Birmanie au nord de la péninsule Malaise. La dispersion des sites attribués à Dvaravati amène à penser que sa prospérité est liée au commerce qui sillonne l'Asie du Sud-Est continentale.
Au VIIe siècle, les Môn fondent sur le site de l'actuelle Lopburi le royaume de Lavo (disparu en 1388), et au VIIIe ou IXe siècle celui d'Haripunjaya (disparu au XIIIe siècle, 661-1292) sur celui de l'actuelle Lamphun.
- Môns
- Royaumes môns

### La péninsule Malaise
Très tôt, la péninsule malaise s'intègre dans un réseau commercial maritime qui relie la Chine à l'Inde, qu'on appelle parfois la Route maritime de la soie. Les cités-États portuaires de la péninsule adoptent des modèles culturels et politiques indiens (voir Indianisation de l'Indonésie). Des textes chinois du IIIe siècle apr. J.-C. mentionnent une cité qu'ils appellent Dun-sun, située dans le nord de la péninsule, qui contrôle les deux côtes.
Plus au sud, on a trouvé, près de la ville actuelle de Chaiya, des vestiges qu'on a datés du début du Ve siècle et appartenant à une cité que les textes chinois appellent Pan-pan.
À Chaiya même, on a trouvé une inscription datée de 697 de l'ère Saka (soit 775 apr. J.-C.), qui proclame qu'un roi de Sriwijaya, cité-État dont l'emplacement était sur l'actuelle ville de Palembang dans le sud de l'île indonésienne de Sumatra, y a érigé un stupa.
- Tambralinga (1000c-1365c), royaume de la péninsule malaise (sur territoire thaïlandais actuel, province de Nakhon Si Thammarat), suzerain de Sukhothaï

### Les Khmers

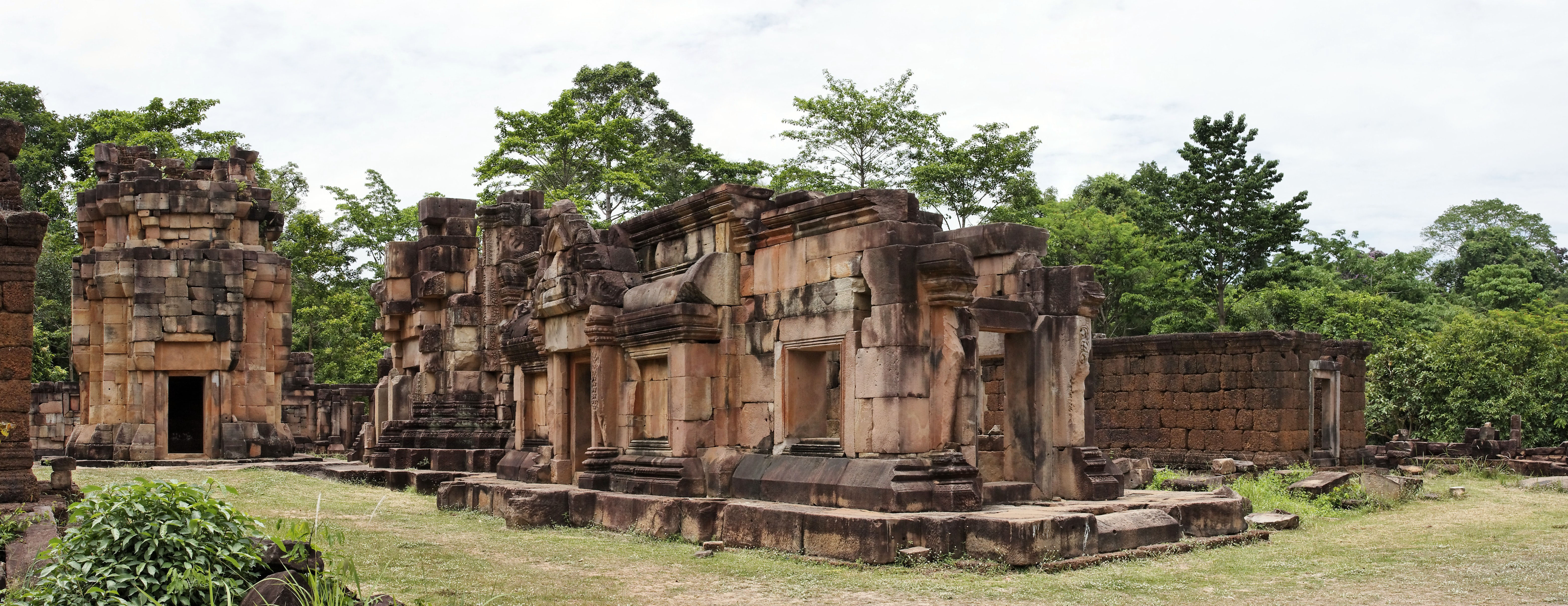
Ruines du Prasat Ta Muen Thom (XI), province de Surin.

À partir du IXe siècle l'empire khmer, qui établit sa capitale à Angkor (voir Histoire du Cambodge), prend progressivement le contrôle de l'ensemble de l'Asie du Sud-Est continentale, imposant une domination sur ses cousins les Môns.

### Migrations thaïs (depuis la Chine)
À cette époque (XIe siècle), un premier groupe de Thaï, provenant de la Chine méridionale, commence à s'établir dans les marches septentrionales de l'Empire khmer, au nord des monts Dângrêk. 
Les Khmers, dont l'empire s'étend alors sur la région, appelle ces nouveaux venus « Śyâma », mot sanskrit (श्याम) qui signifie « brun » ou « foncé » et qui a donné le mot Siam : vers 1130-1150, ils apparaissent comme mercenaires sur l'un des bas-reliefs d'Angkor Vat (galerie sud, aile ouest).
Pendant les XIe et XIIe siècles, l'ethnie Thaï devient dominante dans la population de la région.

Indianisation
Péninsule indochinoise vers 1050
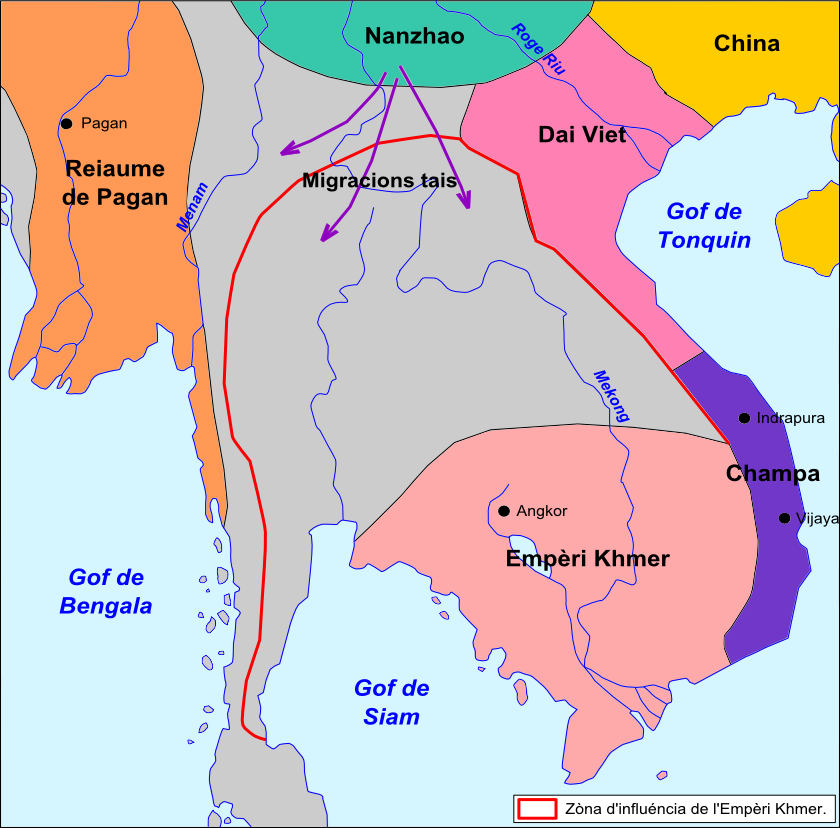
Migrations thaïes au XIIe siècle
Migrations thaïes en détail

- Peuplement de la Thaïlande (en)

## Royaumes de Sukhothaï et Lannathai (± 1238-1558)
- Royaume de Sukhothaï (1238-1438)
- Royaume de Lanna (1292–1774/1892, Chiang Mai)

Selon la tradition, les chefs de clan thaï de Sukhothaï s'affranchissent de la suzeraineté des Khmers en 1238 et élisent un roi. Le fils de ce roi, Ramkhamhaeng (1239-1317), c'est-à-dire « Rama le Hardi », est connu par une inscription datée de 1292, que les Thaï considèrent comme l'acte fondateur de leur nation. Après sa mort, le pouvoir de Sukhothai a décliné et est devenu sujet du royaume d'Ayutthaya en 1365, qui a dominé la Thaïlande méridionale et centrale jusqu'en 1700.
Beaucoup d'autres États thaï ont coexisté avec Sukhothai, notamment le royaume de Lannathai ou de Lanna dans le nord. Cet État a émergé à la même période que Sukhothaï, mais a survécu plus longtemps. Son histoire indépendante s’est terminée en 1558, quand il est tombé aux mains des Birmans ; il a ensuite été alternativement dominé par Ayutthaya et la Birmanie avant d'être conquis par le Roi siamois Taksin en 1775.

## Royaume d'Ayutthaya (1350-1767)
- Royaume d'Ayutthaya
- Bouddhisme Theravāda

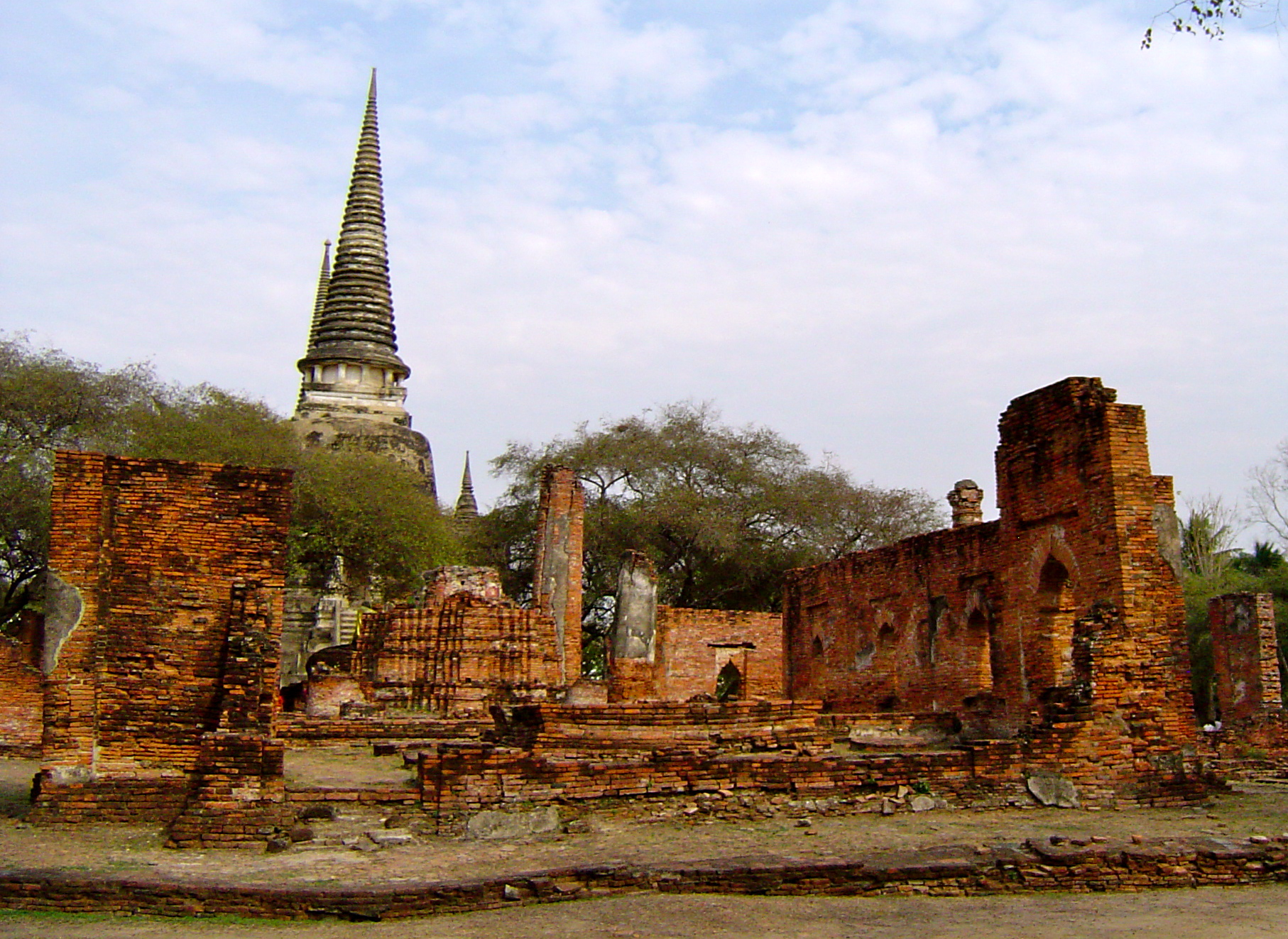
Ruines du palais royal d'Ayutthaya.

- Ambassade siamoise en France (1686)
- Sultanat de Singora (en) (en) (1605-1680, Songkhla, actuelle province de Songkhla, péninsule malaise)

Le premier souverain d'Ayutthaya, le roi Ramathibodi I, apporte deux contributions importantes à l'histoire de la Thaïlande : l'établissement et la promotion du bouddhisme theravāda comme religion officielle, pour différencier son royaume du royaume hindou voisin d'Angkor, et la compilation du Dharmashastra, un code légal basé sur des sources hindoues et des coutumes thaïes traditionnelles. Le Dharmashastra est demeuré un instrument de la loi thaïe jusqu’à la fin du XIXe siècle.
Ayutthaya a des contacts avec l'Occident, à commencer par les Portugais au XVIe siècle. Mais jusque dans les années 1800, ce sont ses relations avec les nations voisines comme l'Inde et la Chine qui sont primordiales. Ayutthaya contrôle un territoire considérable, allant des royaumes du nord de la péninsule Malaise aux États du nord de la Thaïlande. Néanmoins, les Birmans, qui contrôlent le royaume de Lanna et ont également unifié leur royaume sous une dynastie puissante, lancent plusieurs tentatives d'invasion dans les années 1750 et 1760. Finalement, en 1767, les Birmans attaquent la ville d’Ayutthaya et la conquièrent. La famille royale fuit la ville où le roi meurt de faim dix jours plus tard, marquant la fin de la lignée royale d'Ayutthaya.

## Royaume de Thonburi (1768-1782)
- Royaume de Thonburi

Après plus de 400 ans de puissance, en 1767, le royaume d'Ayutthaya est conquis par les armées birmanes, sa capitale incendiée et son territoire démembré. Le général Taksin parvient à réunifier le Siam à partir de sa nouvelle capitale de Thonburi et se fait proclamer roi en 1769.
Cependant, Taksin, devenu roi, est déclaré fou, dépossédé de son titre, emprisonné et exécuté en 1782. Le général Chakri lui succède en 1782, premier roi de la nouvelle dynastie Chakri. La même année, il fonde une nouvelle capitale, Bangkok, sur la rive de la Chao Phraya, en face de Thonburi.
Dans les années 1790, les Birmans sont défaits et chassés du Siam. Le royaume de Lannathai, appelé aussi royaume de Lanna, s'étant aussi débarrassé de l’occupation birmane, un roi d'une nouvelle dynastie y est installé dans les années 1790. Ce roi n'est en réalité qu'une marionnette du roi Chakri et fonde le royaume de Rattanakosin.

## Royaume de Rattanakosin (1782-1932)

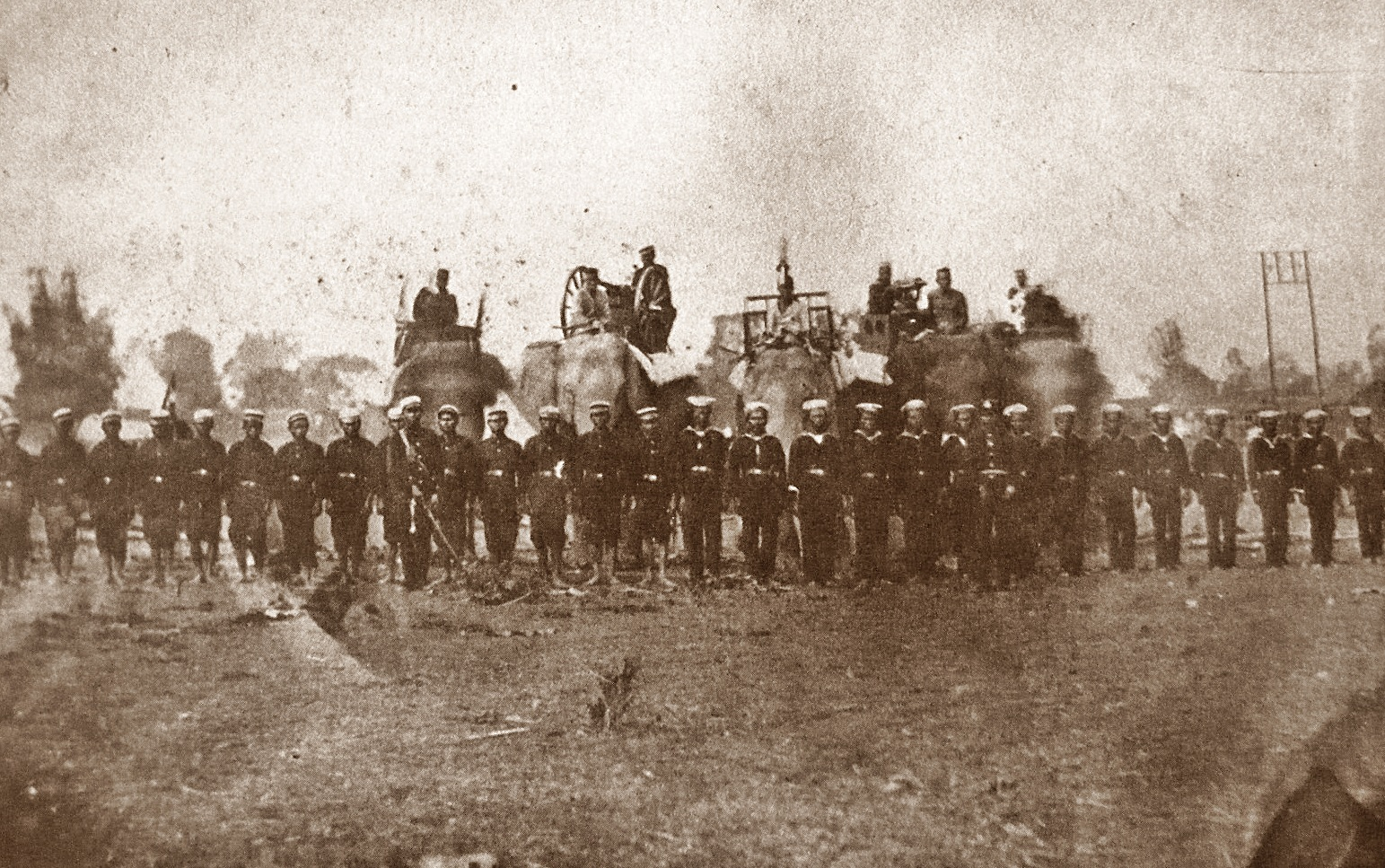
Armée thaï, guerres Haw, 1875

- Bataille de Rạch Gầm-Xoài Mút (1785)
- Guerre Birmanie-Siam (1785-1786) (en)
- Guerre Birmanie-Siam (1797-1798) (en)
- Crise de Wang Na (en)	(1874-1875)
- Rébellion du Cambodge (1811-1812) (en)
- Rébellion Lao (1826–1828) (en)
- Guette Siam-Viêt Nam (1831-1834) (en)
- Guerres Haw (1865-1890) (en)
- Guerre franco-siamoise de 1893
- Révolte des Bolovens (dite rébellion du Saint homme) (1901-1936, Ong Keo, Ong Man, Ong Kommandam)
- Révolte du Palais de 1912 (en)

Royaume de Rattanakosin vers 1805
Siam en 1893 : revendications
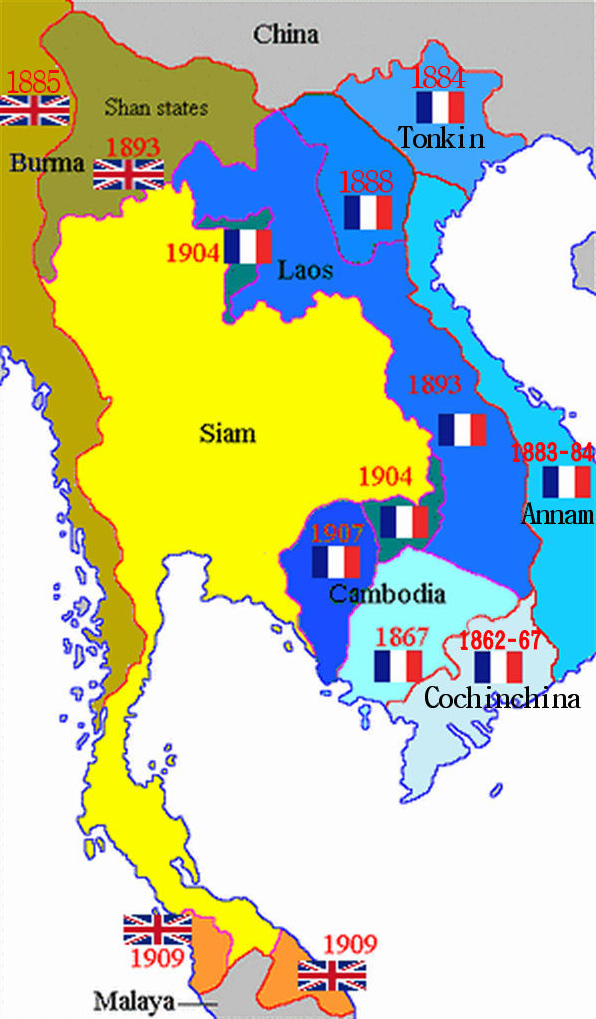
Pressions coloniales
Territoires perdus par le Siam, entre 1863 et 1909
Répartition ethnique

### Les relations avec les Européens auXIXesiècle
Après la victoire des Britanniques sur le royaume birman d'Ava en 1826, les héritiers de Rama I s'inquiètent de la menace du colonialisme européen. La première reconnaissance thaïe d’une puissance coloniale dans la région est formalisée par la signature d'un traité d'amitié et de commerce avec le Royaume-Uni en 1826, le traité Burney.
En 1833, les États-Unis inaugurent des échanges diplomatiques avec le Siam du Rattanakosin. Cependant, c’est pendant les règnes de Mongkut (Rama IV) et de son fils, le roi Chulalongkorn (Rama V), que le Siam se rapproche fermement des puissances occidentales. Les Thaï attribuent aux qualités diplomatiques de ces monarques et aux réformes modernistes de leurs gouvernements le fait que le Siam est le seul pays d'Asie du Sud-Est à avoir échappé à la colonisation.
Progressivement, au XIXe siècle, le Siam recule face à deux puissances européennes : le Royaume-Uni et la France. Ces deux puissances grignotent le pays, à la fois territorialement sur ses marges, et dans sa souveraineté.
La France, en 1873 et 1883, intervient deux fois pour mettre fin à la piraterie des Pavillons noirs dans le Tonkin, théoriquement sous protectorat siamois. En réaction, le Siam occupe Luang Prabang en 1883, mais ne peut empêcher l’installation d’un vice-consulat français dans cette ville en 1886 (Auguste Pavie), ni l’annexion en 1888 de 72 cantons par la France.
En 1893, plusieurs incidents opposent le Siam et la France : soit celle-ci les provoque, soit elle en exagère l'importance, faisant ainsi monter la pression, jusqu’à l’envoi illégal de deux canonnières à l’embouchure de la Chao Phraya, que leurs capitaines annoncent leur intention de remonter jusqu’à Bangkok. Le Siam se met en tort en ouvrant le feu : le casus belli est saisi par Pavie, résident français à Bangkok ce qui déclenche la guerre franco-siamoise de 1893. Il exige l’abandon de la rive orientale du Mékong ; un blocus est mis en place à l’embouchure du Chao Phraya. Le Siam cède et la France ajoute à ses exigences une zone démilitarisée large de 25 km le long de la rive occidentale du Mékong, plus les provinces de Battambang et de Siem Reap. La ville de Chanthaburi est occupée par une garnison française (traité signé le 3 octobre 1893).
Le 13 février 1904, la France annexe par traité Luang Prabang et Champassak.
Du côté britannique, des provinces sont réunies à la Birmanie. Le chemin de fer vers Singapour est concédé en exclusivité à une société britannique. Le Royaume-Uni obtient de plus l’assurance qu’aucun canal ne sera percé dans l'isthme de Kra.
Le traité anglo-siamois de 1909 établit la frontière moderne entre le Siam et la Malaisie britannique. Le Siam doit céder à l'Empire britannique les états malais de Kedah, Kelantan, Perlis et Terengganu, jusque-là ses vassaux et qui deviennent protectorats britanniques. La suzeraineté thaïe est maintenue sur le royaume de Patani (divisé depuis pour donner les provinces de Pattani, Yala, Narathiwat) et le district de Setul, détaché du Kedah (et devenu depuis la province de Satun).
Une série de traités avec la France a fixé la frontière orientale présente du pays avec le Laos et le Cambodge intégrés peu à peu à l'Indochine française, le Siam, plus tôt, avait fait des réclamations et dans une certaine mesure contrôlé ces deux territoires.
Au total, le Siam a perdu 456 000 km² durant le règne de Rama V.

### Première Guerre mondiale (1914-1918)

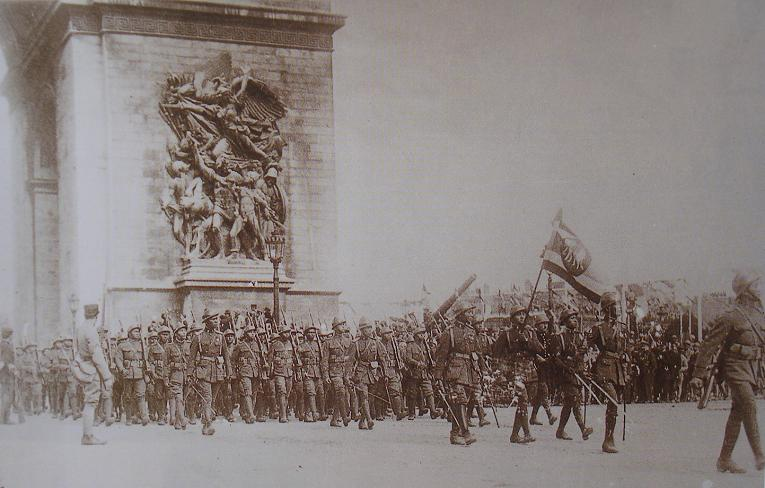
Troupes siamoises défilant à Paris le 14 juillet 1919.

Bien que le Siam ne soit pas concerné par la Première Guerre mondiale, le roi Rama VI décide de l'y engager dans l'espoir d'obtenir la fin des traités inégaux. Le pays déclare la guerre à l'Allemagne et à l'Autriche-Hongrie le 22 juillet 1917. Son armée saisit plusieurs navires allemands et un petit corps expéditionnaire est envoyé en Europe. Cette action permet au Siam de figurer parmi les vainqueurs de la guerre au Traité de Versailles et parmi les fondateurs de la Société des Nations.
- Histoire du Siam pendant la Première Guerre mondiale
- Corps expéditionnaire siamois
- Occupation siamoise de l'Allemagne (en) (1918-1919)
- Traité de Versailles (1919), dont quelques clauses traitent de revendications de la Thaïlande

### Galerie royale 1851-1945

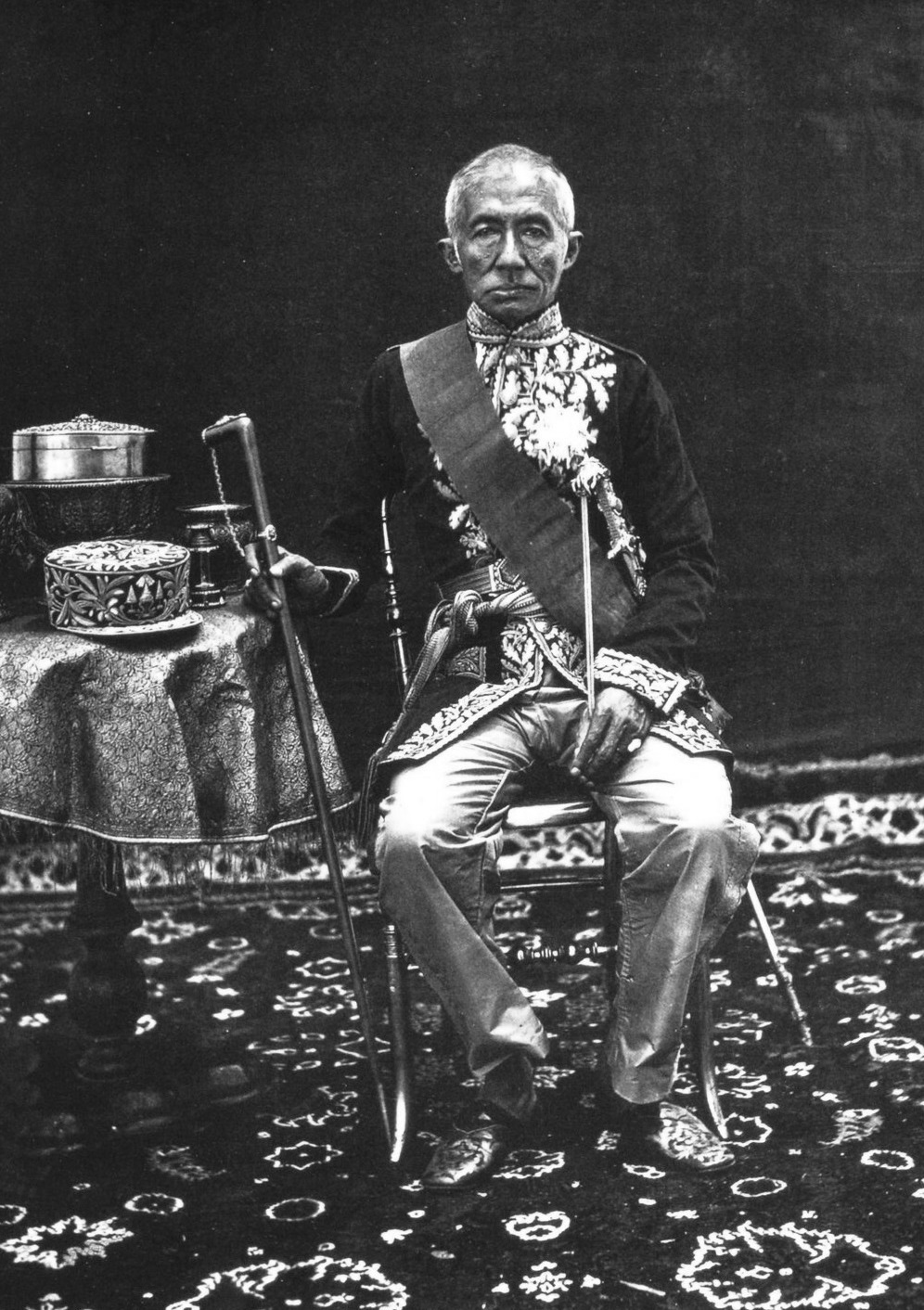
Mongkut (1804-1868) roi Rama IV 1851-1868
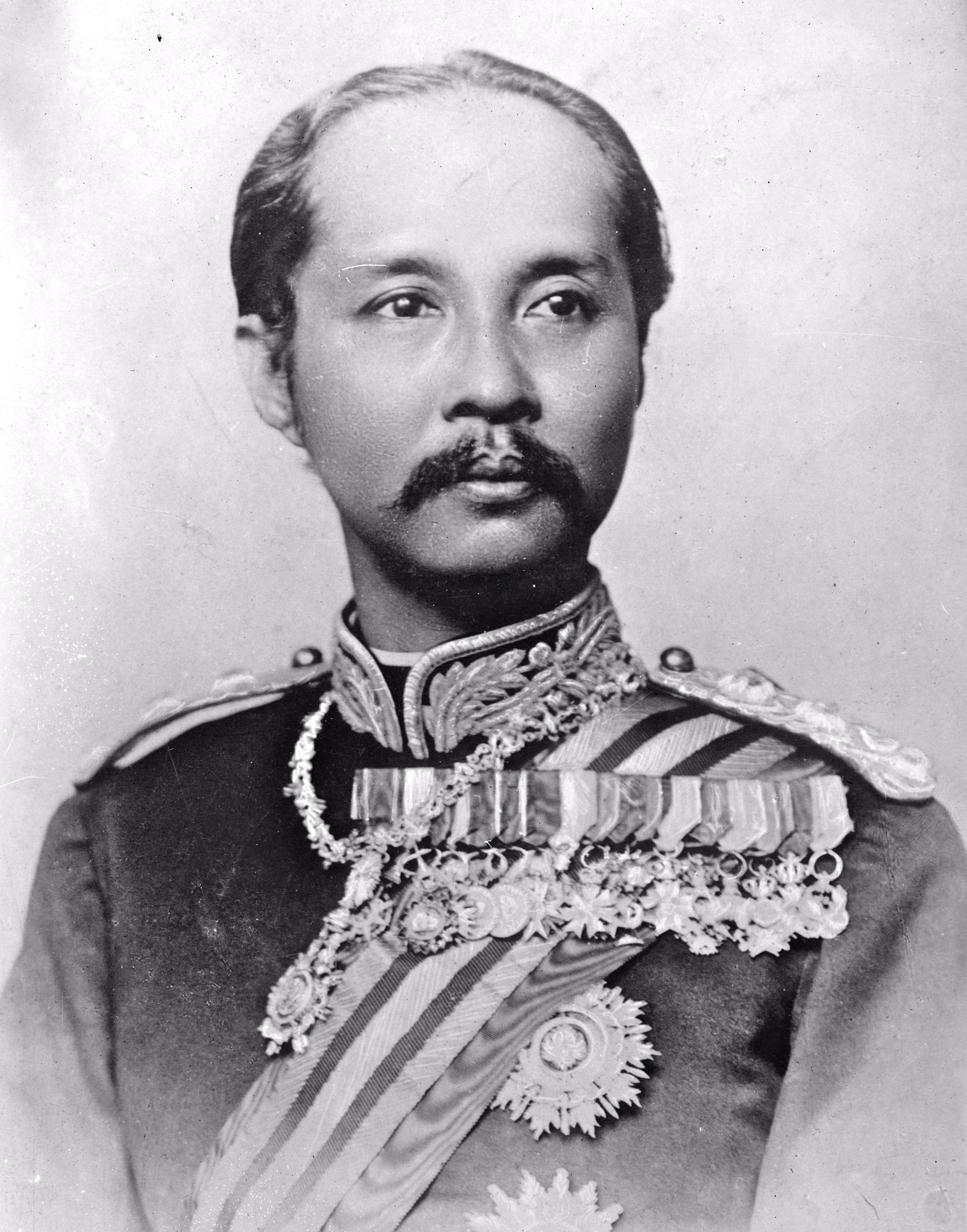
Chulalongkorn (1853-1910) roi Rama V 1868-1910
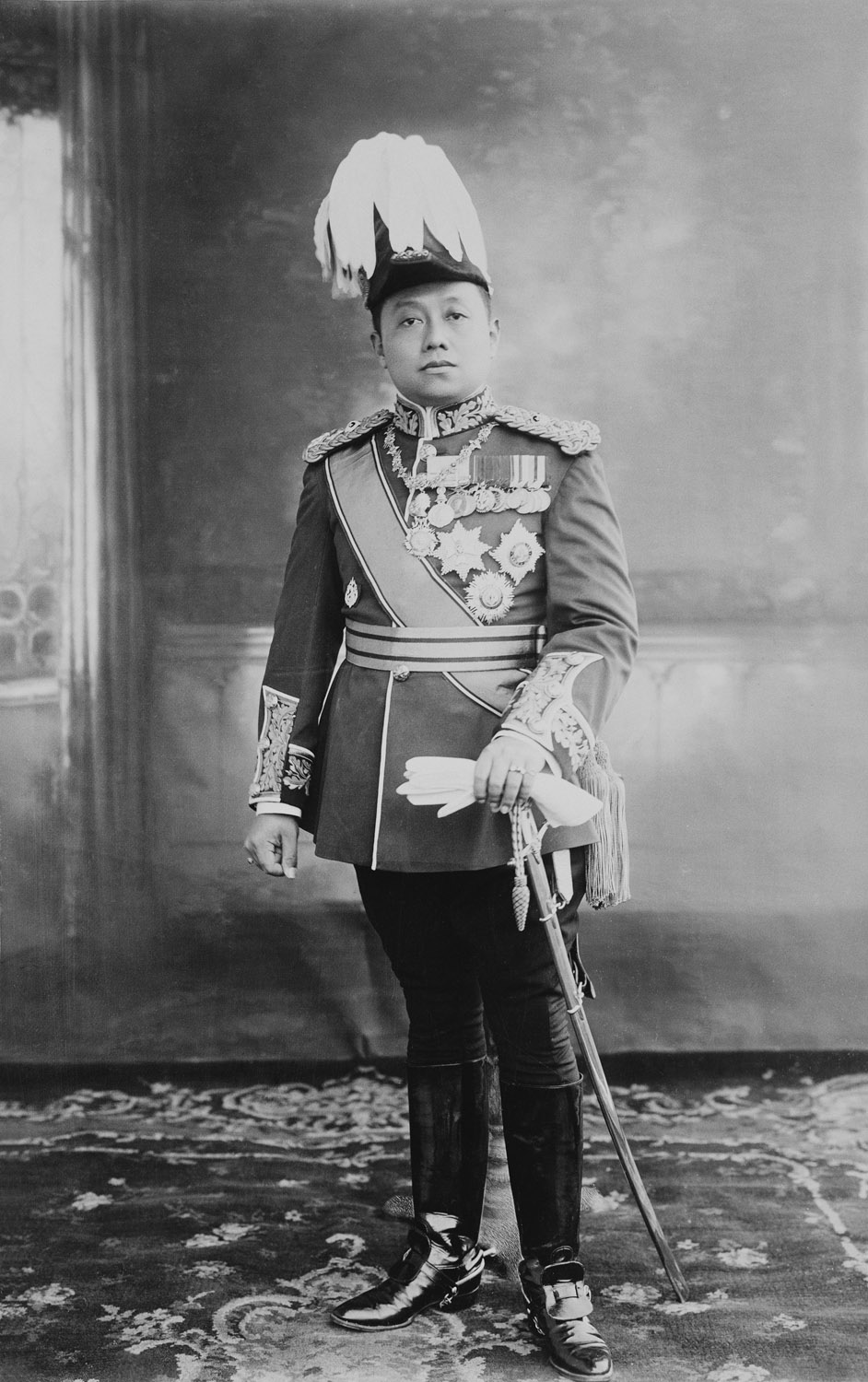
Wachirawut (1881-1925) roi Rama VI 1910-1925
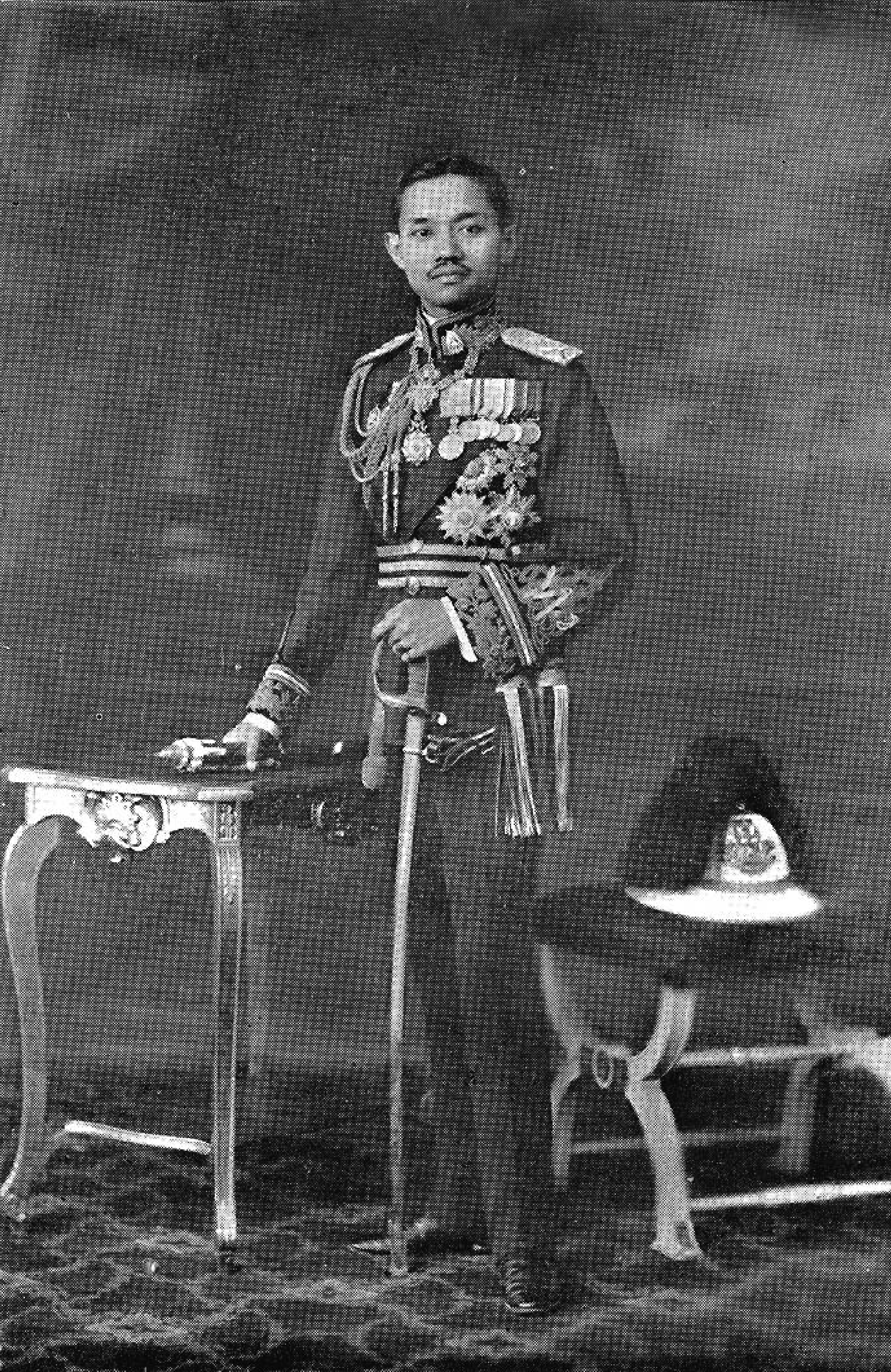
Prajadhipok (1893-1941) roi Rama VII 1925-1935
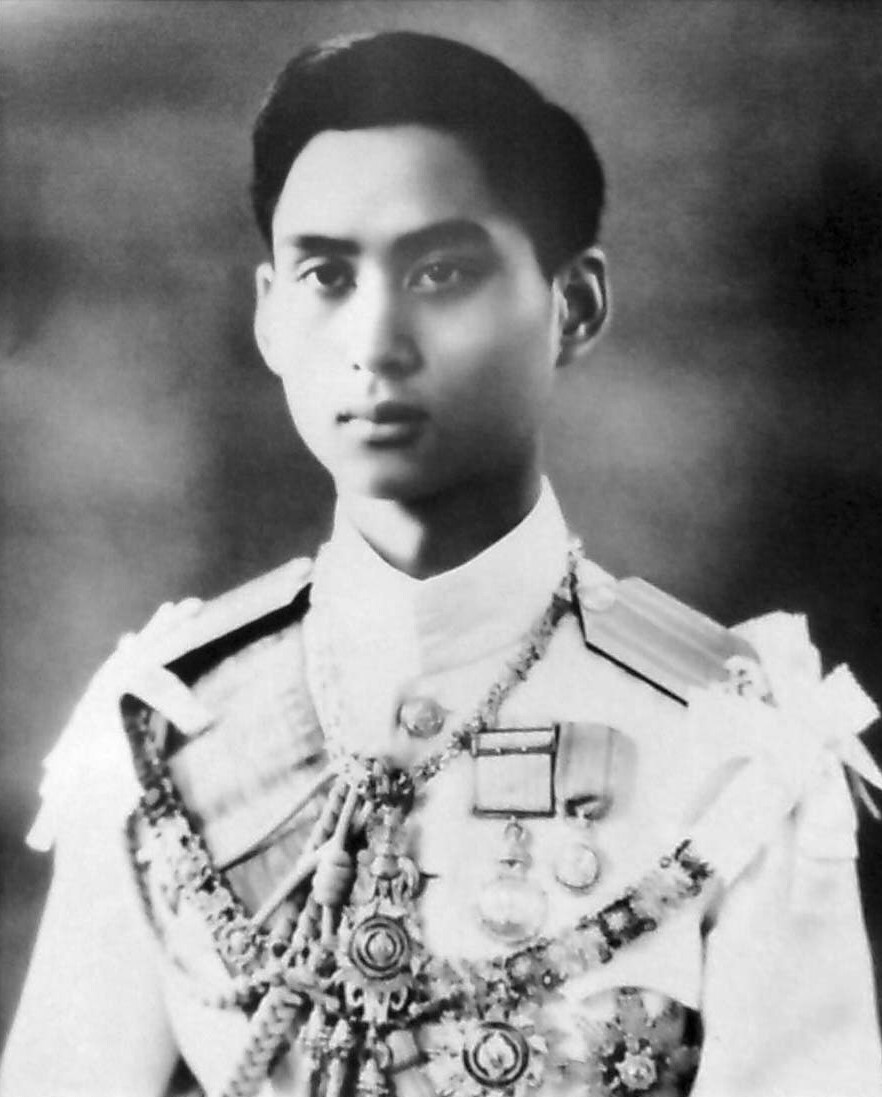
Ananda Mahidol (1925-1946) roi Rama VIII 1935-1946

## Révolution siamoise (1932), coups d'État (1933), dictature militaire (1934-1960), Seconde Guerre mondiale (1941-1945)

Pridi Banomyong à Paris en 1933

- Pridi Banomyong à Paris en 1933Révolution siamoise de 1932
- Coup d'État d'avril 1933 en Thaïlande (en)
- Coup d'État de juin 1933 en Thaïlande (en)
- Rébellion de Boworadet (en) (1933)
- Rébellion des sergents (1935) (en)
- Rébellion Songsuradet (en) (1939)
- Histoire de la Thaïlande pendant la Seconde Guerre mondiale
- Théâtre d'Asie du Sud-Est de la Seconde Guerre mondiale, régime de Vichy (1940-1944)
  - Expansionnisme du Japon Shōwa (1926-1945), Invasion japonaise de l'Indochine (1940), occupation japonaise du Cambodge
  - Plaek Phibunsongkhram (Phibun, 1897-1964), principal premier ministre
  - Luang Wichitwathakan (1898-1962), porte-parole idéologique du gouvernement
  - Sarit Thanarat (1908-1963), premier ministre 1959-1963
  - Invasion thaïlandaise de l'Indochine française
  - Guerre franco-thaïlandaise (1940-1941), invasion japonaise de la Thaïlande
  - Campagne de Malaisie (1941-1942), Si Rat Malai (administration thaïlandaise de quatre territoires malais annexés)
  - Coup de force japonais de 1945 en Indochine
  - Histoire de la marine française en Indochine de 1939 à 1945
  - Forces thaïlandaises libres, réseau clandestin de résistance à la présence japonaise
  - Campagne de Birmanie (1942-1945), Armée thaïlandaise Phayap
    - Ligne Siam-Birmanie, Pont sur la rivière Kwaï
    - Bataille de la route Yunnan-Birmanie, bataille du nord de la Birmanie et de l'ouest du Yunnan

Le coup d'État du 24 juin 1932 au Siam est une transition sans effusion de sang d'une monarchie absolue à une monarchie constitutionnelle. Parmi les conspirateurs révolutionnaires se trouvent le militaire, lieutenant-colonel, Plaek Phibunsongkhram (1897-1964), plus connu sous le nom de Phibun et le civil, docteur en droit, Pridi Banomyong (1900-1983). En 1935, le roi Prajadhipok abdique. Son neveu Ananda Mahidol, un enfant qui suit son éducation en Suisse, est désigné pour lui succéder.

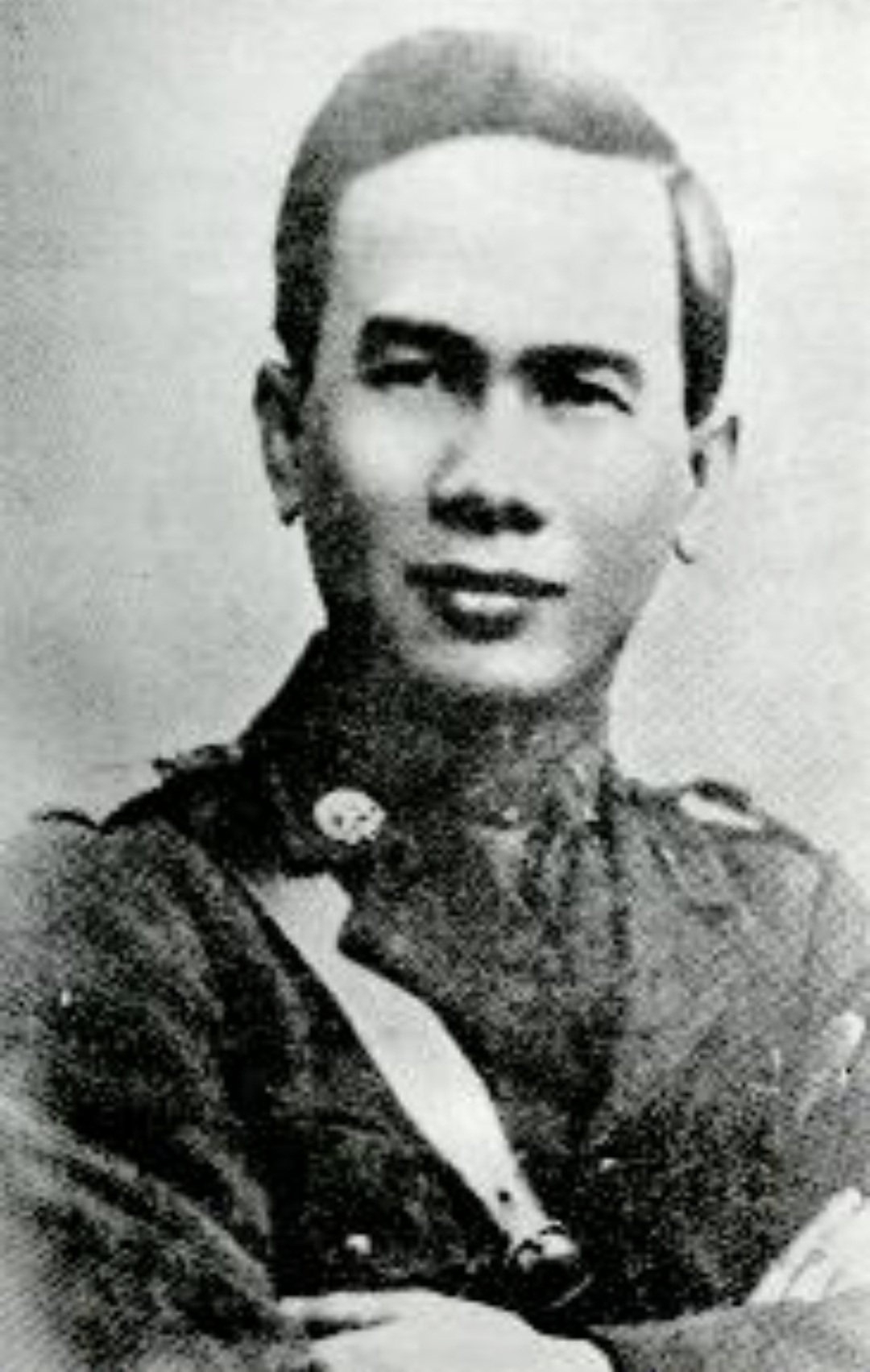
Plaek Phibunsongkhram, jeune officier

En 1938 Phibun, qui a maintenant le grade de major général, devient premier ministre. C'est un admirateur de Mussolini et il s'engage dans un politique ultra-nationaliste à parti unique. Il fait arrêter 40 opposants politiques en 1939, monarchistes aussi bien que démocrates. Après une parodie de procès, 18 d'entre eux sont exécutés. Phibun change le nom du pays, qui de Siam devient Prathet Thai, « pays des Thaï » ou Thaïlande. Ce nom sous-entendait une unité de tous les peuples de langue thaï, ce qui incluait les Lao du laos et les Shan de Birmanie, mais excluait les Chinois. Le slogan du régime est d'ailleurs la « Thaïlande aux Thaï ». Un autre argument est étymologique, le mot thai signifiant également « libre ». Le nom de Prathet Thai est d'abord employé non officiellement entre 1939 et 1945 puis déclaré officiel le 11 mai 1949.
En 1940, profitant de l’affaiblissement de la France après la défaite de juin face à l'Allemagne nazie, la Thaïlande attaque l’Indochine française. La guerre franco-thaïlandaise dure quelques mois, et se conclut par l'annexion de quelques provinces par la Thaïlande, notamment grâce à l'arbitrage de l'empire du Japon, soucieux de ménager la Thaïlande, en qui Tokyo voit un futur allié pour ses projets de conquête.
Le 8 décembre 1941, quelques heures après l'attaque de Pearl Harbor, la 25e armée impériale japonaise envahit le sud de la Malaisie britannique. Le gouvernement thaïlandais ayant tardé à donner l'autorisation de traverser son territoire, l'armée japonaise passe en force. Des heurts se produisent entre Thaïlandais et Japonais, mais un cessez-le-feu est décrété le même jour. Constatant l'avance foudroyante des Japonais dans la campagne de Malaisie, le gouvernement thaïlandais oublie ses réticences et s'allie avec l'empire du Japon. Le Quartier général impérial japonais signe le 21 décembre un « traité d'amitié » avec le gouvernement thaïlandais. Ce dernier autorise les Japonais à disposer de bases militaires pour l'invasion d'autres pays d'Asie du Sud-Est. Le 22 janvier 1942, la 55e division japonaise lance depuis Rahaeng (province de Tak, Thaïlande) une attaque sur la Birmanie britannique à travers le col de Kawkareik en pays Karen. La 17e division indienne de l'Armée indienne britannique, qui gardait le secteur, formée à la hâte et mal entraînée, doit battre en retraite vers l'ouest.
En accord avec l'alliance militaire entre la Thaïlande et le Japon signée le 21 décembre 1941, le 25 janvier 1942, la Thaïlande déclare la guerre aux Alliés. Des éléments de l'armée thaïlandaise Phayap nouvellement créée franchissent la frontière birmane et pénètrent dans l'État shan (dont les habitants parlent une langue de la même famille que le thaï) le 10 mai 1942. Trois divisions d'infanterie et une division de cavalerie, précédées de groupes de reconnaissance et soutenues par l'aviation, entrent en contact avec la 93e division chinoise, qui doit battre en retraite. Kengtung est prise le 27 mai. De nouvelles offensives repoussent les troupes chinoises au Yunnan dans le sud de la république de Chine.
En août 1943, les Alliés créent le South East Asia Command (SEAC) dans le but de coordonner leurs différentes troupes présentes sur le théâtre d'Asie du Sud-Est. La première zone d'opération pour les forces terrestres du SEAC est constituée par l'Inde, la Birmanie, Ceylan, la Malaisie, Sumatra (Indonésie) et une partie des forces de Thaïlande.

Les chefs du Free Thai Movement (Forces thaïlandaises libres) : de gauche à droite, le chef de la police Adun Adundetcharat (Adul Aduldejcheras), l'ambassadeur Seni Pramot et Pridi Banomyong

En effet, une opposition à la politique de Plaek Pibulsonggram s'était fait jour en Thaïlande. Seni Pramot, ambassadeur de la Thaïlande aux États-Unis, avait refusé de remettre la déclaration de guerre signée avec le Japon, et fonde à Washington les Forces thaïlandaises libres.
De son côté, la reine Ramphaiphanni, veuve de l'ancien roi Rama VII, anime un gouvernement en exil au Royaume-Uni. Le régent Pridi Banomyong organise alors, dans l'ombre, avec l'aide précieuse d'Adun Adundetcharat, le chef de la police, un réseau de résistance intérieur anti-japonais : le Mouvement de la Thaïlande Libre (Forces thaïlandaises libres / Free Thai Movement). Il est soutenu dans son combat par les communistes chinois et en 1944 par les alliés américains et britanniques. Ce réseau de résistance mène des opérations de sabotage contre les convois japonais et récolte des renseignements stratégiques. Ces résistants à l'occupation japonaise éviteront à la Thaïlande d'être classée parmi les pays vaincus à l'issue de la Seconde Guerre mondiale.
L'économie de la Thaïlande souffre de sa participation au conflit mondial. En tant qu'allié du Japon, le pays subit des bombardements. Avec les revers successifs puis la défaite du Japon, Plaek Pibulsonggram est mis en minorité au Parlement thaï et contraint de démissionner. À la fin de la guerre, les Alliés le jugent pour crimes de guerre et collaboration avec l'ennemi. Mais l'opinion publique, qui lui est majoritairement favorable, entraine son acquittement.

## Après-guerre (1945-1973)
Les civils reviennent au pouvoir : Khuang Abhaiwongse, un libéral membre du parti Seri Thai, est nommé 1er ministre le 1er août 1944, mais en mars 1946, il démissionne de son poste.
Le jeune Roi Ananda Mahidol (Rama VIII) revient en Thaïlande à la fin de l'année 1945, après des années d'absence. Mais, le 9 juin 1946, il est retrouvé mort, tué d'une balle, dans des circonstances non élucidées. Son frère Bhumibol Adulyadej lui succède sous le nom de Rama IX.

Pridi Banomyong en 1947

Pridi Banomyong est alors nommé 1er ministre le 24 mars 1946. Mais les ennuis s'amoncellent (fraude massive sur le riz, mystérieuse mort du roi Ananda Mahidol, etc.). Soumis à de fortes pressions, Pridi invoque des raisons de santé et il démissionne de son poste le 23 août 1946.
En novembre 1947, des unités de l'armée contrôlées par Plaek Pibulsonggram forcent le gouvernement à démissionner. Ce dernier revient au pouvoir comme premier ministre en avril 1948. Cette fois-ci, son régime adopte une façade démocratique. Il reçoit de l'aide des États-Unis lorsque la Thaïlande participe à la force multinationale des Nations Unies lors de la guerre de Corée entre 1950 et 1953.
Plaek Pibulsonggram renoue avec sa politique anti-chinoise des années 1930, mais, devenue depuis 1949, un régime communiste sous le contrôle de Mao. Son gouvernement arrête l'immigration chinoise et prend diverses mesures pour restreindre la domination économique des Chinois en Thaïlande. Les écoles et associations chinoises sont de nouveau interdites.
En 1951, alors qu'il assiste à une cérémonie à bord du USS Manhattan de la US Navy, Phibun est pris en otage par un groupe d'officiers de la marine thaïlandaise. Des combats éclatent dans les rues de Bangkok entre la marine et l'armée de terre, cette dernière étant soutenue par l'armée de l'air. Plaek Pibulsonggram réussit à s'échapper. Les marins déposent les armes.
La Thaïlande devient un allié officiel des États-Unis avec la signature de l'Organisation du traité de l'Asie du Sud-Est (SEATO dans son sigle anglais) en 1954. Durant la guerre d'Indochine, elle reste néanmoins à l'écart.
En 1957, le maréchal Sarit Thanarat prend le pouvoir et force Plaek Pibulsonggram à s'exiler au Japon. Ce dernier y demeurera jusqu'à sa mort en 1964.

La Thaïlande passe un accord secret avec les États-Unis en 1961. Elle envoie des troupes au Viêt Nam et au Laos lors de la guerre du Viêt Nam et autorise les États-Unis à installer des bases aériennes dans l'est du pays, d'où décollent les bombardiers B-52 qui pilonnent le Nord Viêt Nam.

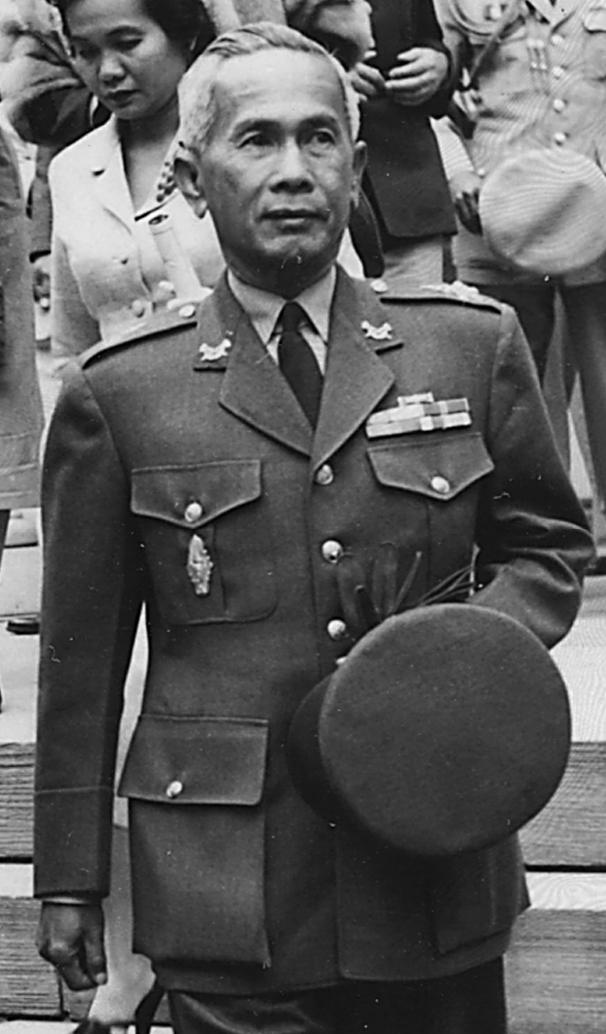
Plaek Phibunsongkhram en 1955.

En 1972, des centaines de paysans, peut-être plus de 3 000, soupçonnés de soutenir la rébellion communistes, sont massacrés par les forces armées thaïlandaises dans la province du Phattalung, dans le sud du pays. Jusqu'alors, les suspects communistes arrêtés par l'armée étaient habituellement abattus et leurs corps laissés sur place. Cette fois-ci, la méthode dite des « barils rouges » est introduite pour éliminer toute preuve possible : les suspects sont frappés jusqu'à être rendus semi-conscients, avant d'être jetés dans des barils contenant de l'essence, puis brûlés vifs.
- Restauration culturelle thaïlandaise de 1946 à 1948 (en)
- Coup d'État de 1947 en Thaïlande (en)
- Coup d'État de 1948 en Thaïlande (en)
- Complot de l'état-major général de l'armée (en) (1948)
- Rébellion du Palais (1949) (en)
- Histoire de la Thaïlande pendant la guerre de Corée (1950-1955)
- Rébellion de Manhattan (1951) (en)
- Coup d’État silencieux (Thaïlande, 1951) (en)
- Sarit Thanarat, coups d'État de 1957 et 1958
- Participation à la guerre du Viêt Nam (1955-1975)
- Insurrection communiste en Thaïlande (en) (1965-1983)
- Révolte de paysans des années 1970 en Thaïlande (en)
- Massacre de l'université Thammasat (1976)
- Soulèvement populaire thaïlandais de 1973 (en)

## 1973 et après: un début de démocratie
En 1973, des manifestations essentiellement menées par des étudiants aboutissent au départ du dictateur militaire Thanom Kittikhachon, au prix de quelque 70 manifestants tués, et la Thaïlande s'ouvre à l'une des premières périodes démocratiques de son histoire.
L'histoire de la Thaïlande depuis 1973 a été une suite de transitions difficiles et parfois sanglantes entre le pouvoir militaire et civil. La révolution de 1973 a été suivie d’une brève et instable démocratie, puis du retour à un régime militaire, porté au pouvoir par un coup d’État en 1976. Ce régime militaire a été très instable en raison des multiples coups d’État. Au cours de la plus grande partie des années 1980, le général Prem Tinsulanonda a régné sur la Thaïlande à la tête du régime militaire, et ce, avec un mandat démocratique à partir de 1983. Par la suite, le pays est demeuré une démocratie, mise à part une brève période sous un régime militaire de 1991 à 1992, une période marquée par le massacre d'au moins 51 manifestants pro-démocratie à Bangkok par l'armée et le gouvernement de Suchinda Khra-prayun en mai 1992 ("Mai noir" ou "Mai sanglant"),,. Le parti Thai Rak Thai (« les Thaï aiment les Thaï ») mené par le premier ministre Thaksin Shinawatra gouverna à partir de 2001, jusqu'à ce qu'un nouveau coup d'État le renverse en 2006.

### Révolution

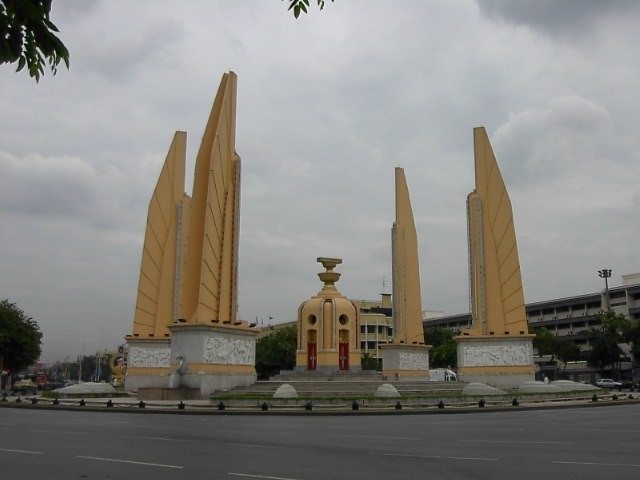
Le monument de la Démocratie à Bangkok, construit en 1940 pour commémorer la chute de la Monarchie absolue en 1932, a été la scène de manifestations massives en 1973, 1976 et 1992.

En octobre 1973, des manifestations massives ont eu lieu à Bangkok, exigeant la fin du régime militaire. Le général Thanom Kittikhachon (1911-2004) a répondu avec force, et jusqu'à 70 manifestants ont été tués dans les rues. Cette intervention violente du régime militaire a incité le roi Rama IX à faire sa première intervention dans la politique thaïlandaise en retirant son appui au régime militaire, et le 14 octobre 1973, le général Thanom Kittikachorn a démissionné et a quitté le pays.
Les événements d'octobre 1973 se sont révélés transformer grandement la politique thaïe. Pour la première fois, la bourgeoisie urbaine, menée par les étudiants, avait défait les forces combinées de la vieille classe régnante et de l'armée et gagné la bénédiction apparente du Roi pour une transition vers la démocratie, symbolisée par une nouvelle constitution qui prévoit une législature élue.
Pourtant, la Thaïlande n'avait pas encore produit une classe politique en mesure de faire fonctionner cette nouvelle démocratie sans à-coup. Les élections de janvier 1975 n'ont pas produit une majorité stable, et une nouvelle élection en avril 1976 a donné les mêmes résultats. Le politicien-vétéran Seni Pramot (1905-1997) et son frère Khuek-rit Pramot (1911-1995) ont alterné au pouvoir, mais n’ont pas été en mesure de mener une réforme cohérente du système politique. La forte hausse des prix du pétrole en 1974 a mené à une récession et à l'inflation, affaiblissant la position du gouvernement. Le geste politique le plus populaire du gouvernement démocratique a été d'ordonner le retrait des forces américaines de Thaïlande.
La sagesse de ce geste a été bientôt remise en cause, quand les communistes ont pris le pouvoir au Viêt Nam, au Laos et au Cambodge en avril et mai 1975. L'arrivée des régimes communistes aux frontières de la Thaïlande, l'abolition de 600 ans de monarchie laotienne et l'arrivée d'une pléthore de réfugiés du Laos et du Cambodge, ont fait basculer l'opinion publique thaï à nouveau vers la droite et les conservateurs ont fait bien mieux aux élections de 1976 qu'en 1975. L'aile gauche du mouvement étudiant n'a pas accepté leur victoire et a continué à manifester pour des changements radicaux.

### Régime militaire
À la fin de 1976, la bourgeoisie modérée a tourné le dos au radicalisme de plus en plus militant des étudiants basé à l'université Thammasat. L'armée et les parties de droite ont lutté contre les radicaux de gauche avec des groupes paramilitaires tels que les « Villages Scouts » et le « Red Gaurs ». L'exemple s’est présenté en octobre quand Thanom est revenu en Thaïlande pour entrer au monastère. Des manifestations d'étudiants se sont heurtées à des contre-manifestants. Le 6 octobre 1976, l'armée a lâché les paramilitaires sur les manifestants, organisant le massacre de Thammassat, et a utilisé cette orgie de violence, dans laquelle des centaines d'étudiants ont été torturés et tués, pour suspendre la constitution et reprendre le pouvoir. À partir de cette date, de nombreux étudiants prennent le maquis pour rejoindre le Parti communiste thaïlandais (PCT).
- Conflit frontalier entre le Laos et la Thaïlande (1987-1988)
- Histoire de la Thaïlande (1973-2001) (en)

## XXIesiècle

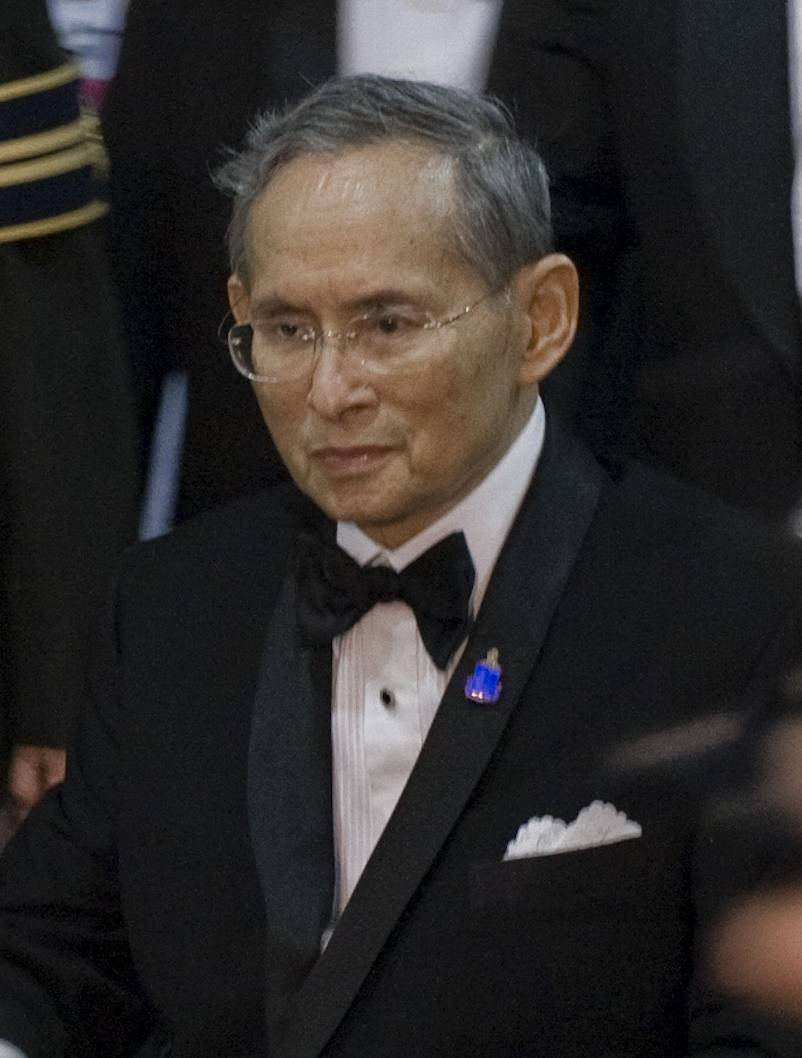
Phumiphon Adunyadet (1927-2016)
roi Rama IX 1946-2016

Au cours des années 2000 et 2010, un camp dénommé les « chemises jaunes » (la couleur du jour du roi) s'oppose aux « chemises rouges ». Les premières rassemblent surtout une élite urbaine, conservatrice, hostile à la démocratie dite « à l’occidentale » et fervente partisane de la monarchie. Elles soutiennent le Parti démocrate et l'armée. Les secondes représentent essentiellement les classes les moins aisées, séduites par les mesures de lutte contre la pauvreté. Favorables au maintien de la démocratie et de moins en moins favorables à la monarchie, elles soutiennent le parti Thai Rak Thai devenu en 2008 le Pheu Thai dominé par la famille Shinawatra et qui remporte toutes les élections depuis 2001.

### Élections et coups d'État
En 2001, le parti Thai Rak Thai mené par Thaksin Shinawatra remporta les élections et lança un certain nombre de réformes à destinations des classes populaires, surtout rurales et dans l'Est du pays. Le 19 septembre 2006, alors que le premier ministre Thaksin se trouvait à New York, il fut renversé par une partie des forces armées. Le chef de l'armée, le général Sonthi Boonyaratglin, 59 ans, premier musulman à occuper ce poste dans un royaume officiellement bouddhiste, a pris la tête d'un Conseil pour la réforme démocratique formé des commandants des trois armes et de la police, qui a abrogé la constitution de 1997, décrété une loi martiale aux contours mal définis, dissous le gouvernement et pris tous les pouvoirs. Depuis cette date, plusieurs Premiers ministres se sont succédé, et l'instabilité est restée larvée, culminant en 2010 avec d'importantes manifestations.
Héritiers de la mouvance communiste, les membres du Mouvement républicain thaïlandais ont pour la plupart rejoint les Front national uni pour la démocratie et contre la dictature (« Chemises rouges ») dans les années 2000 pour s’opposer au régime militaire. Le républicanisme est considéré comme un crime de lèse-majesté et est passible de quinze ans de prison. Des militants républicains réfugiés au Laos sont assassinés, et le Premier ministre Prayut Chan-o-cha, en visite au Laos le lendemain, réclame l'extradition de tous les ressortissants thaïlandais accusés de ce crime.
En 2011, la sœur de Taksin, Yingluck Shinawatra, devient Premier ministre. Fin 2013, accusée d'être la marionnette politique de son frère, toujours en exil, elle est la cible de manifestations de l'opposition (urbaine et royaliste, alors que le Premier ministre est soutenue par les paysans ruraux) qui demandent sa démission, alors qu'est envisagé un projet d'amnistie pouvant faciliter le retour de Thaksin en Thaïlande. Même si des milliers de manifestants réussissent à envahir le siège du gouvernement, cette action n'est pas considérée comme une victoire politique, alors qu'une trêve a lieu pour célébrer les 86 ans du roi Bhumitbol et que l'armée refuse de prendre position. Elle décide finalement de dissoudre le Parlement et d'organiser des élections législatives anticipées, qui se tiennent le 2 février 2014.

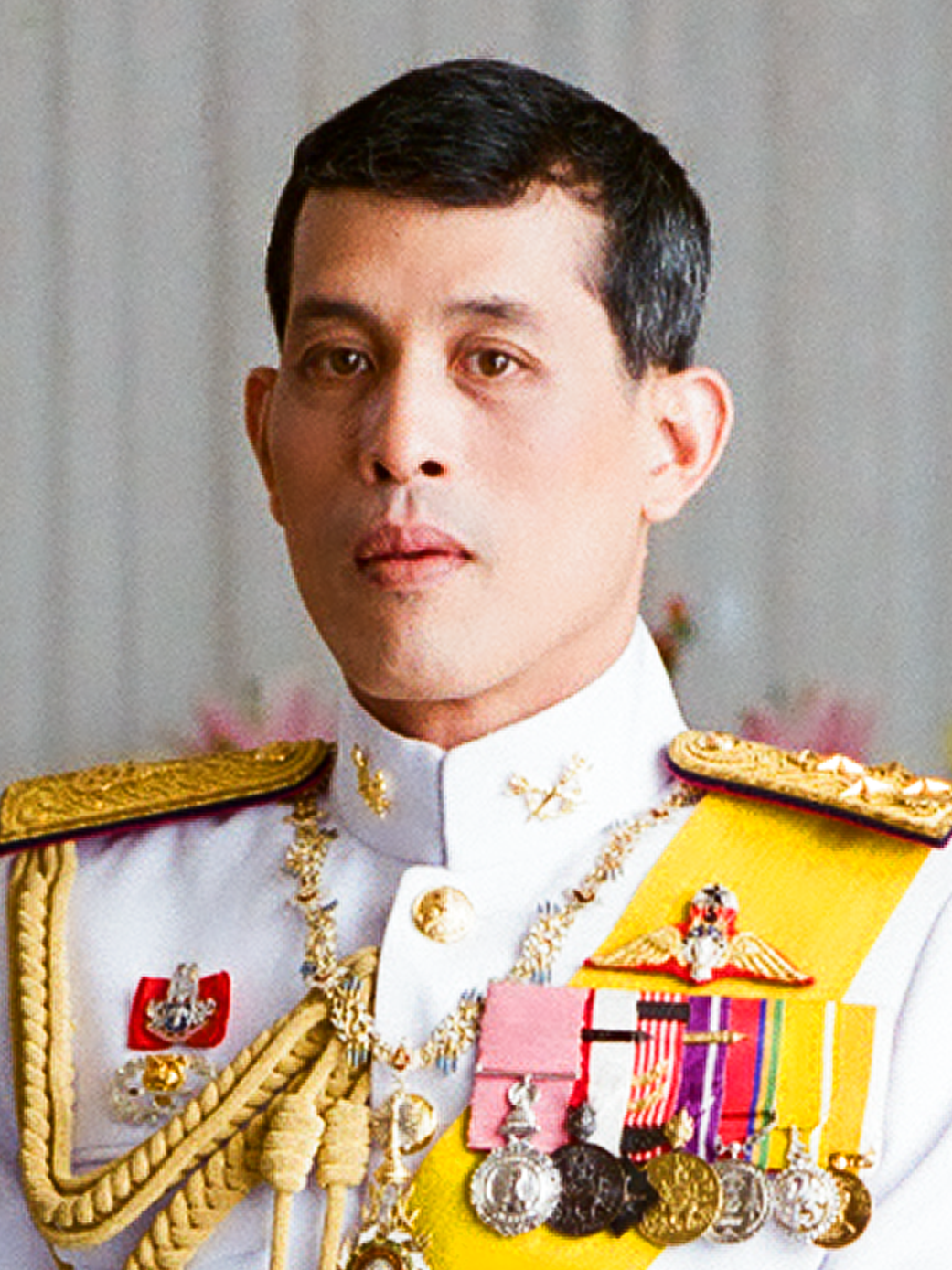
Vajiralongkorn (1952)
roi Rama X 2016-présent

La loi martiale est instaurée après les manifestations et interdit les rassemblements politiques. Plusieurs dizaines d’intellectuels, journalistes et militants sont détenus dans des camps militaires pour avoir enfreint la loi martiale dans les semaines qui suivent son adoption. En mai 2014, le pays connaît son 12e coup d'État réussi depuis l'instauration de la monarchie constitutionnelle en 1932. Prayut Chan-o-cha est Premier ministre depuis le 22 mai 2014.
En octobre 2016, Rama X devient le nouveau roi de Thaïlande.
- Coup d'État de 2006 en Thaïlande
- People's Agenda (2009-2010, Thaïlande) (en)
- Manifestations politiques thaïlandaises de 2010, Samedi noir de Bangkok
- Crise politique de 2013-2014 en Thaïlande
- Coup d'État de 2014 en Thaïlande
- Pandémie de Covid-19 en Thaïlande
- Manifestations de 2020-2021 en Thaïlande
- Histoire de la Thaïlande (depuis 2001) (en)

#### Galerie de premiers ministres récents

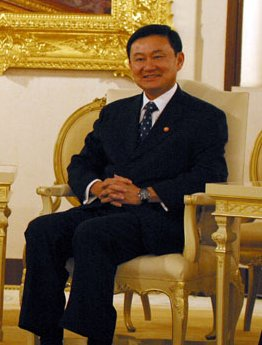
Thaksin Shinawatra 2001-2006
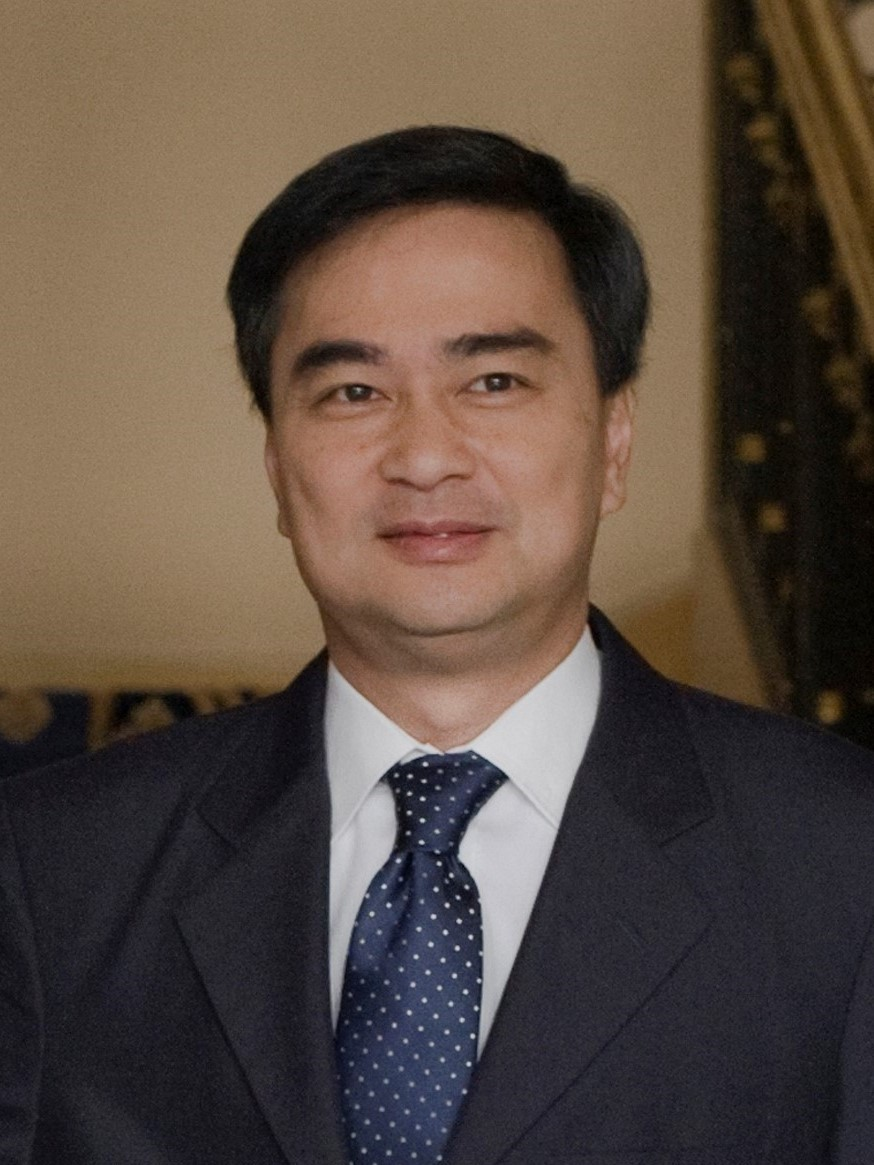
Aphisit Wetchachiwa 2008-2011
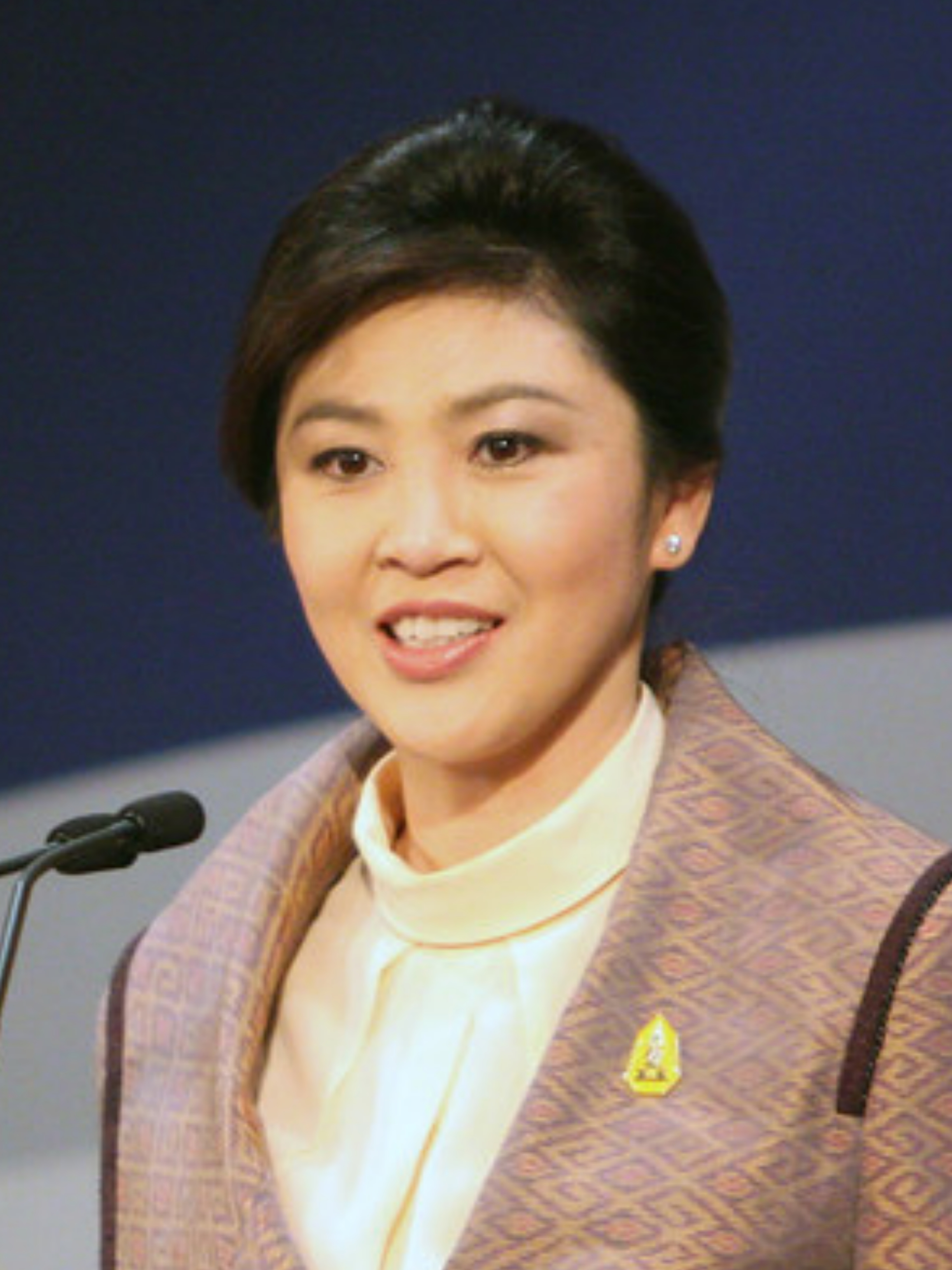
Yingluck Shinawatra 2011-2014
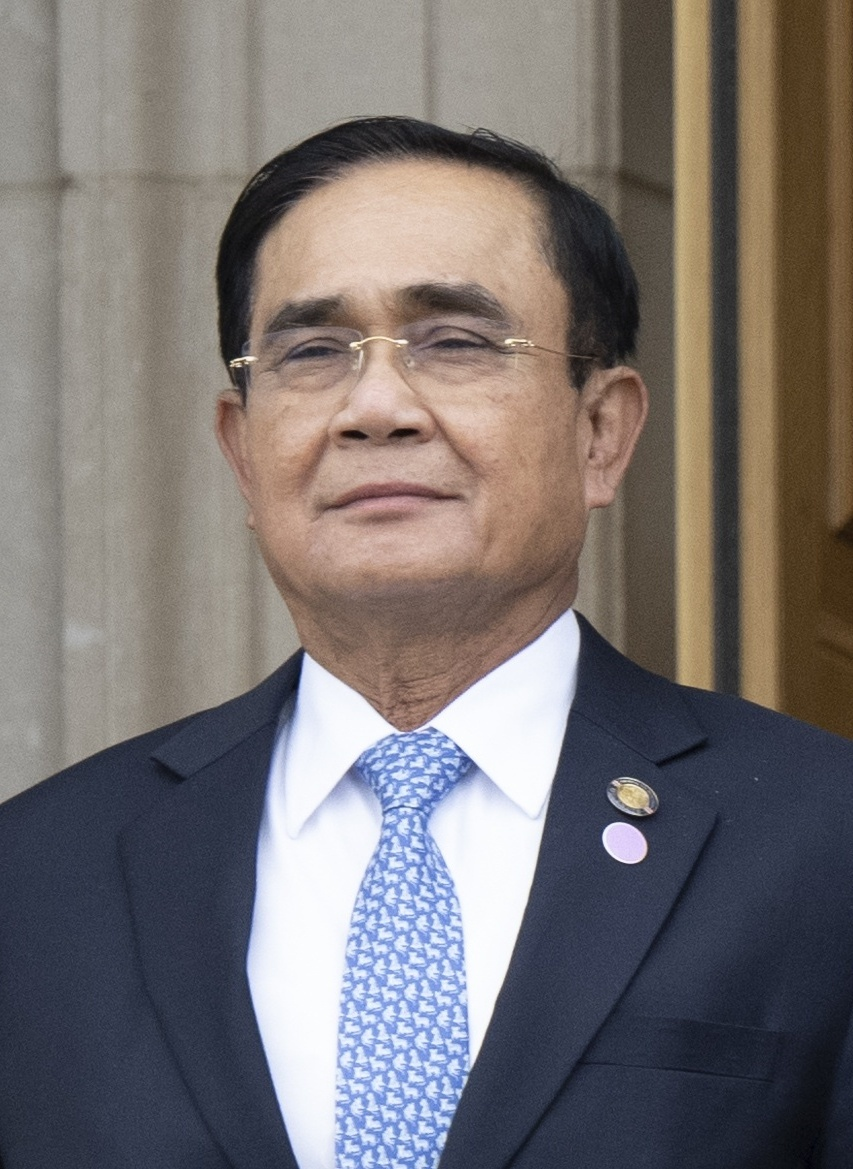
Prayut Chan-o-cha 2014-2023
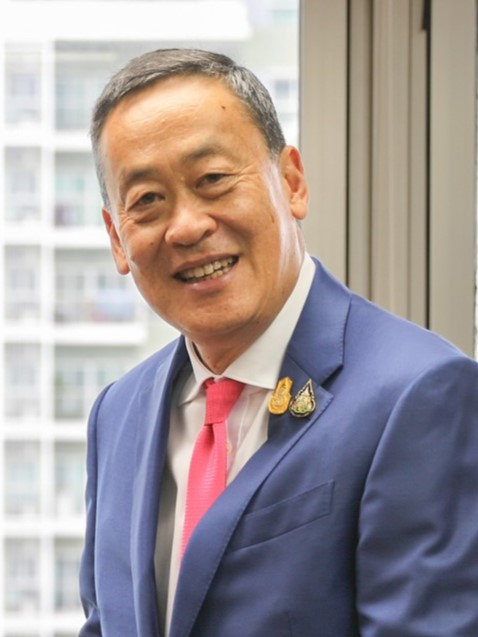
Srettha Thavisin 2023-2024
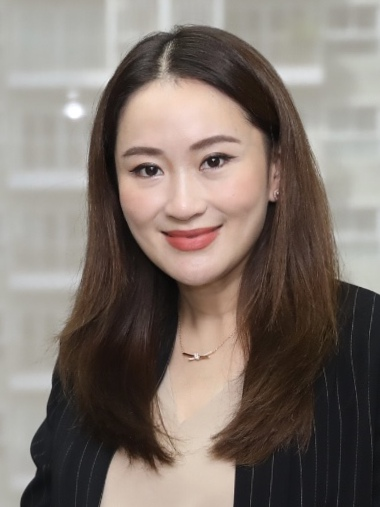
Paethongtarn Shinawatra 2024-présent

#### Histoire
- Préhistoire de la Thaïlande (en)
- Dvâravatî (550c-1050c)
- Royaume de Lavo (468-1388)
- Hariphunchai (661-1292)
- Royaume de Siam (1350–1939)
- Compagnie britannique des Indes orientales (1600-1875, EIC/BEIC)
- Royaume de Thonburi (1767-1782)
- Fondation de la ville-capitale Krungthep (Bangkok) sur un site de village avec forteresse
- Royaume de Rattanakosin (1782-1932)
  - Dynastie Konbaung (1752-1885, dynastie birmane)
  - Rama (Rois de Thaïlande) (en) (après 1782), dynastie Chakri (suite de la dynastie du royaume d'Ayutthaya)
  - Guerres anglo-birmanes (1824-1826, 1852, 1885)

##### 1900
- Histoire du Siam pendant la Première Guerre mondiale, Corps expéditionnaire siamois, Occupation siamoise de l'Allemagne (en) (1918-1919), traité de Versailles (1919)
- Histoire de la Thaïlande (1932-1973) (en)
- Soulèvement populaire thaïlandais de 1973 (en)
- Histoire de la Thaïlande (1973-2001) (en)
- Raids vietnamiens à la frontière thaïlandaise (en) (1979-1989)

##### 2000
- Histoire de la Thaïlande (2001-présent) (en)
- Mandat Thaksin Shinawatra 2001-2006 (en)
- Séisme et tsunami de 2004 dans l'océan Indien
- Conflit dans le Sud de la Thaïlande (2004-présent)
- Crise politique de 2005-2006 en Thaïlande (en)
- Coup d'État de 2006 en Thaïlande
- Crise politique de 2008 en Thaïlande (en)
- Mandat de Abhisit Vejjajiva (2008-2011) (en)
- People's Agenda (2009-2010, Thaïlande) (en)
- Manifestations politiques thaïlandaises de 2010, Samedi noir de Bangkok
- Crise politique de 2013-2014 en Thaïlande
- Coup d'État de 2014 en Thaïlande
- Pandémie de Covid-19 en Thaïlande
- Manifestations de 2020-2021 en Thaïlande

#### Société
- Politique en Thaïlande, Assemblée nationale (Thaïlande), Premier ministre de Thaïlande, Conseil privé de Thaïlande
- Prince héritier de Thaïlande (en)
- Identité thaï (en), nationalisme thaï
- Territoires perdus de Thaïlande (en)
- Liste de guerres impliquant la Thaïlande (en)
- Liste de massacres en Thaïlande (en)
- Liste d'inventions et de découvertes thaïlandaises (en)
- Liste du patrimoine mondial en Thaïlande

- Enjeux environnementaux en Thaïlande (en)
- Réchauffement climatique en Thaïlande (en)

#### Personnalités
- Jean-Baptiste Pallegoix (1805-1862), ecclésiastique, vicaire apostolique au Siam à partir de 1841

#### Voisinage
- Anciens royaumes ou États liés à l'histoire de la Thaïlande : 
  - Fou-nan (50c-550c/627)
  - Chenla
  - Empire khmer
  - Lan Xang
  - Sultanat de Singora (1605-1680)
  - Royaume de Patani (1650-1902)
  - Principauté de Hà Tiên
- Histoire de l'Asie du Sud-Est péninsulaire
  - Histoire de la Birmanie
  - Histoire du Cambodge
  - Histoire du Laos
  - Histoire de la Malaisie (Malaisie péninsulaire)
  - Histoire de la Thaïlande
  - Histoire du Viêt Nam (parfois rattaché, pour des raisons culturelles, à l'Asie de l'Est)